# 中英街
中英街（ちゅうえいがい、英語: Chung Ying Street）は沙頭角に位置する街路である。香港特別行政区と深圳市によって共同管理されており、香港特別行政区の陸上境界線の一部分を構成する。街路中央には香港と深圳の分界を示す境界標石が建てられている。
中英街は香港では香港辺境禁区、中国大陸では辺境特别管理区に位置するため、進入する際には中国大陸居民は「辺防証」と呼ばれる中華人民共和国辺境管理区通行証、香港居民は「禁区紙」と俗称される辺境禁区通行証の申請が必要となる。

## 歴史
1898年、イギリス政府は大清政府と「展拓香港界址専条」に調印し、新界を租借した。1899年3月16日から18日にかけて当地で境界画定が行われ、満潮時の沙頭角河の最高水位を華界（中国側）・英界（香港側）を分ける東側の境界線とした。少なくとも1922年までは、この地点が沙頭角河の河口であった。しかし、沙頭角一帯の河床が浅いために、第二次世界大戦前までにはこの河口は完全に干上がってしまう（現在の沙頭角河の河口は完全に深圳市側にある）。当時の香港政庁は住民の境界を跨いだ往来を全く制限していなかったため、河床は天然の街道となり、商店が河床両岸に次々と建てられた。ここにおいて河床は中英街と改名され、また鸕鶿径（鷺鶿径とも）との別称もついた。
1949年、社会主義政権である中華人民共和国が成立して以降、社会主義陣営と香港宗主国のイギリスの参加する資本主義陣営との対立が高まっていった。これにより、港深境界上にある中英街と深圳河は冷戦期の二大陣営が対峙する最前線となり、「東方のベルリン」と言われるようになった。
1967年7月8日、六七暴動の最中には沙頭角銃撃戦が発生した。事件は香港警察5名と中国民兵1名の合計死者6名に負傷者20名という結果となり、香港政庁は以降境界の全面封鎖を宣言した。その後1979年になり、漸く沙頭角管制站が開放された。
中英街では、1990年代から中国側で中英街街道填海区に位置する碧海花園、海港花園、碧海園、海天園、東和海韻園といった大規模建設プロジェクトが多数展開された一方で、イギリス側は中港區隔の原則を維持し、自然に満ちた郊外の環境を変更せず、閑静な郷鎮である沙頭角墟の状態を保った。
深圳塩田区政府自2002年より每年3月18日を「中英街3・18警示日」とし（中共深圳市委宣伝部、中共塩田区委共同開催）、中英街歴史博物館小広場にて中英街警世鐘を鳴らしたり、市民・学生と愛国歌を合唱するといった記念活動を開催している。
2014年12月16日、深圳市塩田区政府は中英街轄区（沙頭角辺境特别管理区）の社会、経済、文化、生態文明、城市管理等を管理する中英街管理局を設置した。
2024年12月24日、5000万港元を費やした中英街検査站再建工事が完成し、元々のテント式の検査站は取り壊され、正式な建築物となった。新検査站には顔識別カメラが導入されており、出入りする者の容貌とデータが確認できる。有効な禁区紙を所持し、既に登録を済ませている中英街居民は「無感通道」から出入りできるようになった。検査時は立ち止まって禁区紙を提示したり、指紋認証を行う必要がなくなったため、往来に便利となり、検査站の処理能力も向上した。通過する者が未登録の場合は検査通路を通過するタイミングでシステムが赤色に点灯し「立ち止まってください」の文字が表示され、登録を済ませている場合は緑色に点灯して「進んでください」の文字が表示される。システムでは2人が並行して進入した場合も検知できる。このほか検査站には人工通道と貨物通道もあり、香港海関が貨物の抽出検査を行うためのX線検査装置とイオン分析装置も備わっている。保安局局長鄧炳強と政務司司長陳国基はそれぞれ、この無感通道の使用範囲を落馬洲河套区口岸などのその他の出入境口岸へも拡大する計画があるとしている。中英街居民は禁区紙の提示が不要となり、往来に便利になったとしてこの措置を歓迎している。
新検査站のデザインは沙頭角支線の駅をモチーフとしており、孔嶺站およびその他の旧駅舎からインスピレーションを受けている。そのため中国風の青レンガ壁、花崗岩の基礎巾木、中国風の窓、白色の柱、木製長椅子、火車道砟、枕石等の要素が採用されており、外壁の一部にはウェザリング加工をしたアルミ板が採用されており、往年の汽車をデザインした銅板があしらわれている。看板は、大埔香港鉄路博物館外にある白地に黒字のものが参考にされた。検査站内部は天井の高いデザインとなっており、テラス窓を採用して自然光を取り入れているほか、多くの省エネ設計を採用しており、中英街に文化的ランドマークと写真撮影スポットが増えることになった。通関大堂にはセンサーがあり、自然光の光量に応じて一部照明を自動で消灯することで、エネルギー消費を抑えるシステムになっている。中英街へ向かう通路と外側とは透明なプラスチックパネルによって仕切られている。

## 観光
中英街は「一街両制（一街路二制度）」として深圳八景の一つに選ばれている。
中英街観光は中英街そのものに限らず、観光上の「中英街」は広義には深圳沙頭角海関以南、中英街以東の沙頭角辺境特別管理区全体を指す。中英街観光には中英街だけでなく、記念区やレリーフ等の観光スポットが存在している。これらはその殆どが深圳側の管轄下にあり、香港側ではこうした観光開発にあまり関心がないため、いくつかの小店舗が営業しているだけである。

### 中英街界碑
中英街界碑は中英街上の正中線に置かれている8つの中英境界の境界標石である。1941年12月に日本が香港を侵略した際、交通上の障害を理由に3から7号の標石を撤去した。日本の敗戦後、1948年4月には中英両者が沙頭角で盛大な標石再建式典を行った。イギリス側では沙頭角方面の境界として20の標石を建て、その内沙頭角老鎮、中英街一帯には8つの標石が存在する。
中英街界碑は、深圳側には中文で「光緒二十四年 中英地界 第x號」の文字が、香港側には英文で「ANGLO·CHINESE BOUNDARY 1898 No.x」と刻まれている。
現在、中英街上で確認できる界碑は以下の通り：
- 第一号界碑：中英街歴史博物館付近、警世鐘後方、江沢民の題字石碑そば。現在は完全に深圳側の領域内に存在している
- 第二号界碑：一號界碑より約100m北、新界住宅小区のフェンス外。道路工事中の不注意により地面から20度傾いている。現在は完全に深圳側の領域内に存在している
- 第三号界碑：香港新界に向かう入口付近
- 第四号界碑：中英街の樹齢百年を超える榕樹の下
- 第五号界碑：中英街北段
- 第六号界碑：中英街北段
- 第七号界碑：中英街界碑についての広東省文物保護単位の大理石石碑付近にあるが、道路工事の影響で下半分が埋没している

行方知れずとなった標石について、南方網に掲載された報道によると、標石は「中英街に入る聯検橋下の小川の中に横たわっている」という。

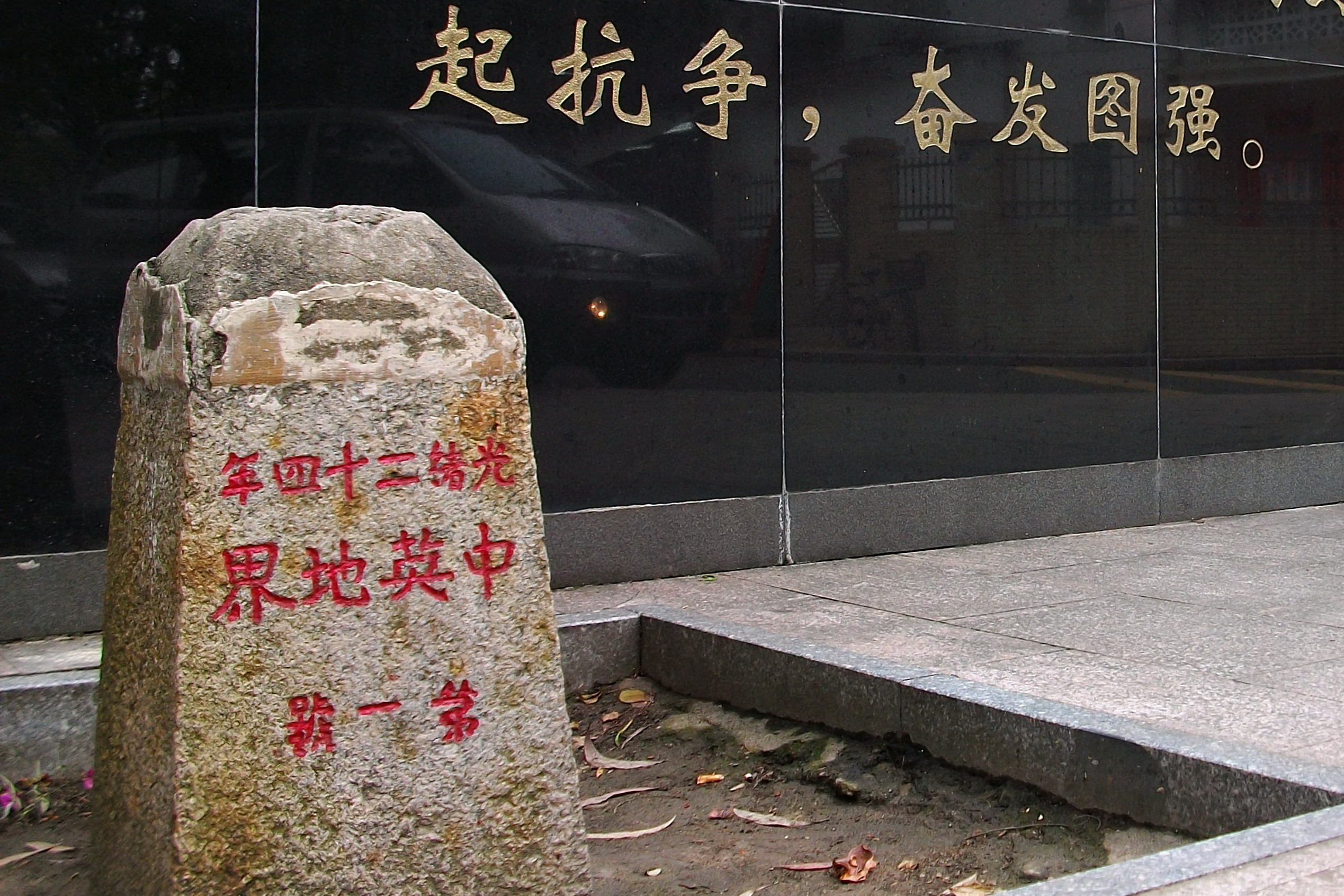
中英街第一號界碑
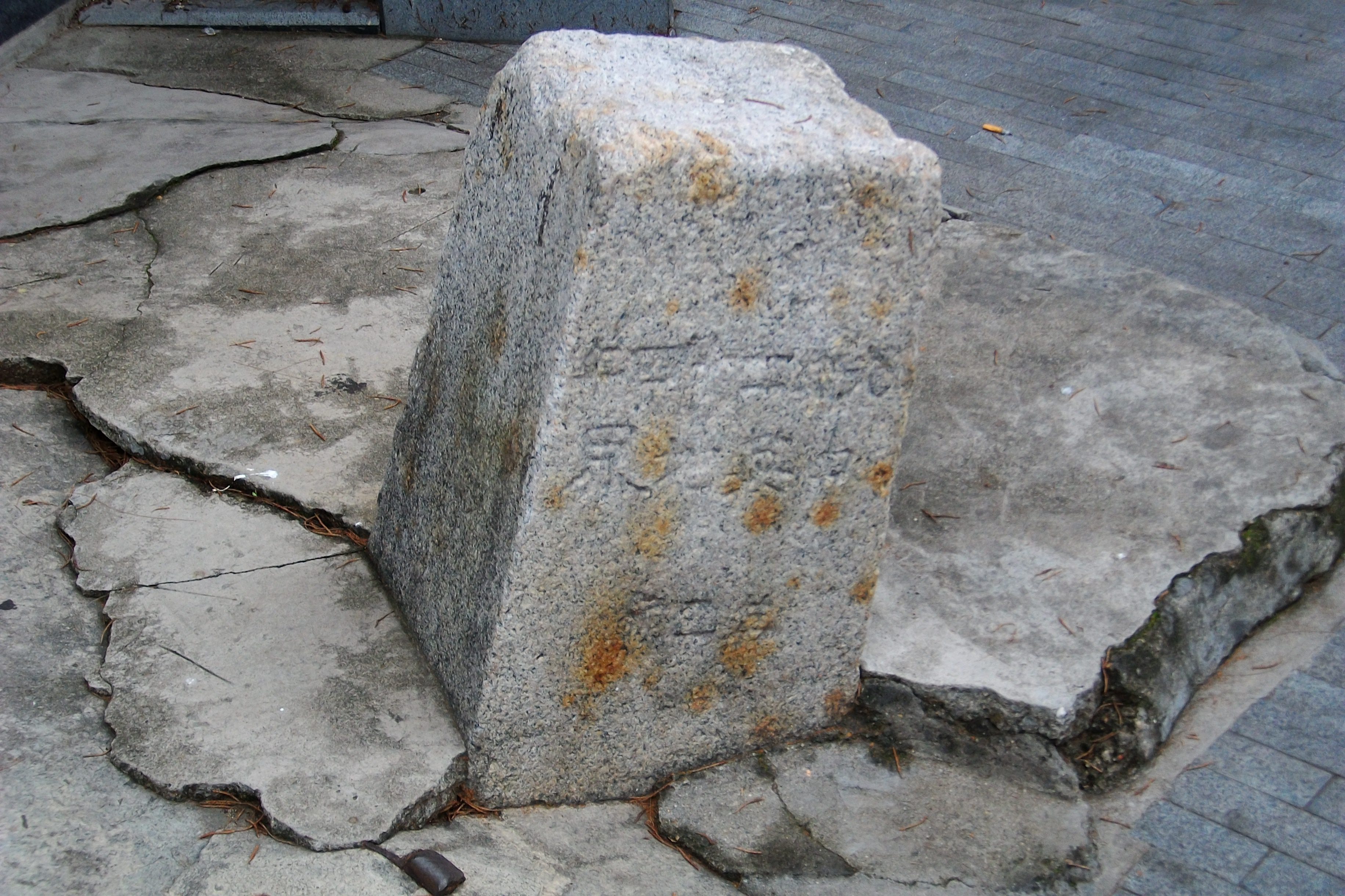
中英街第二號界碑
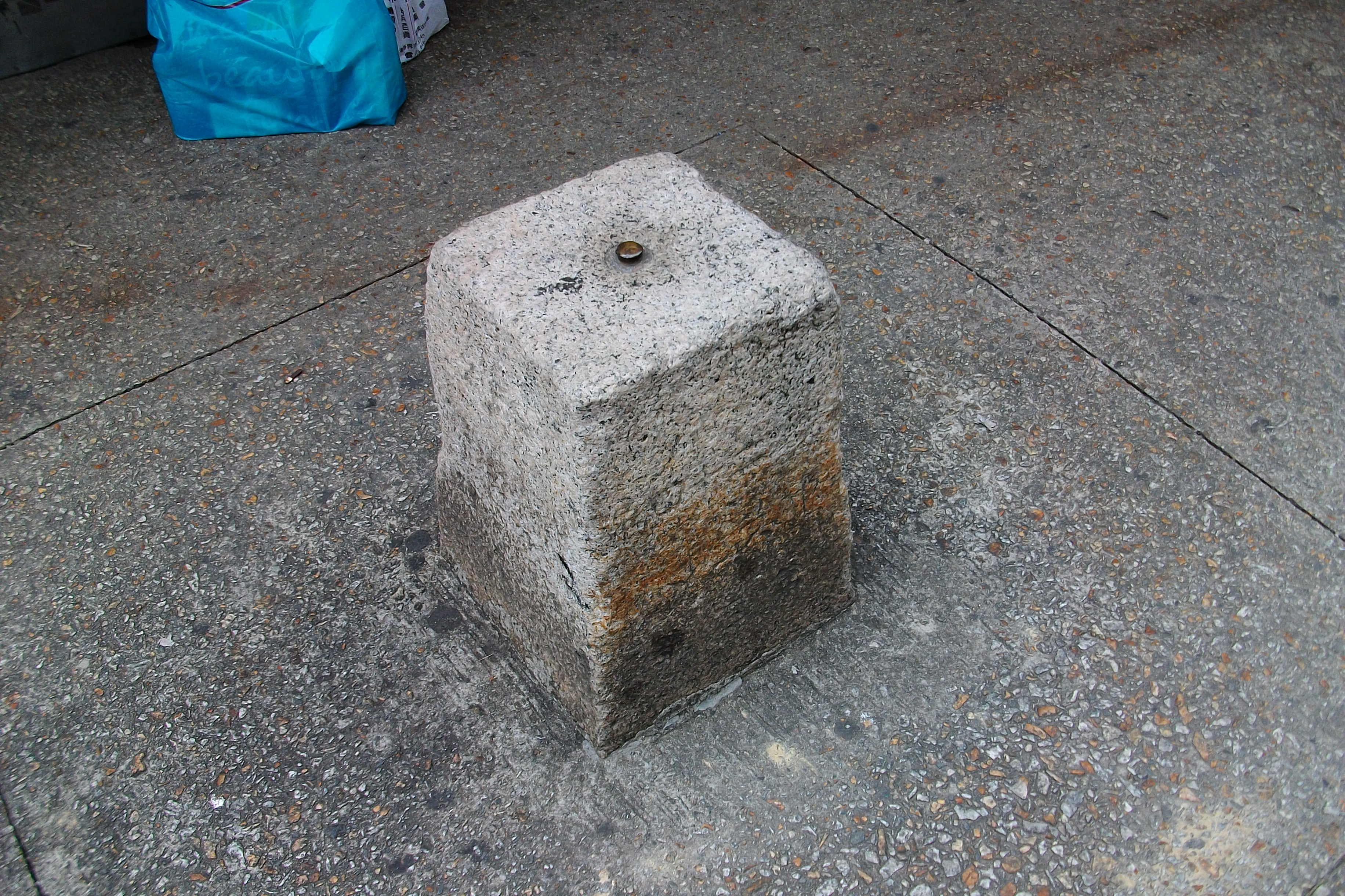
中英街第三號界碑
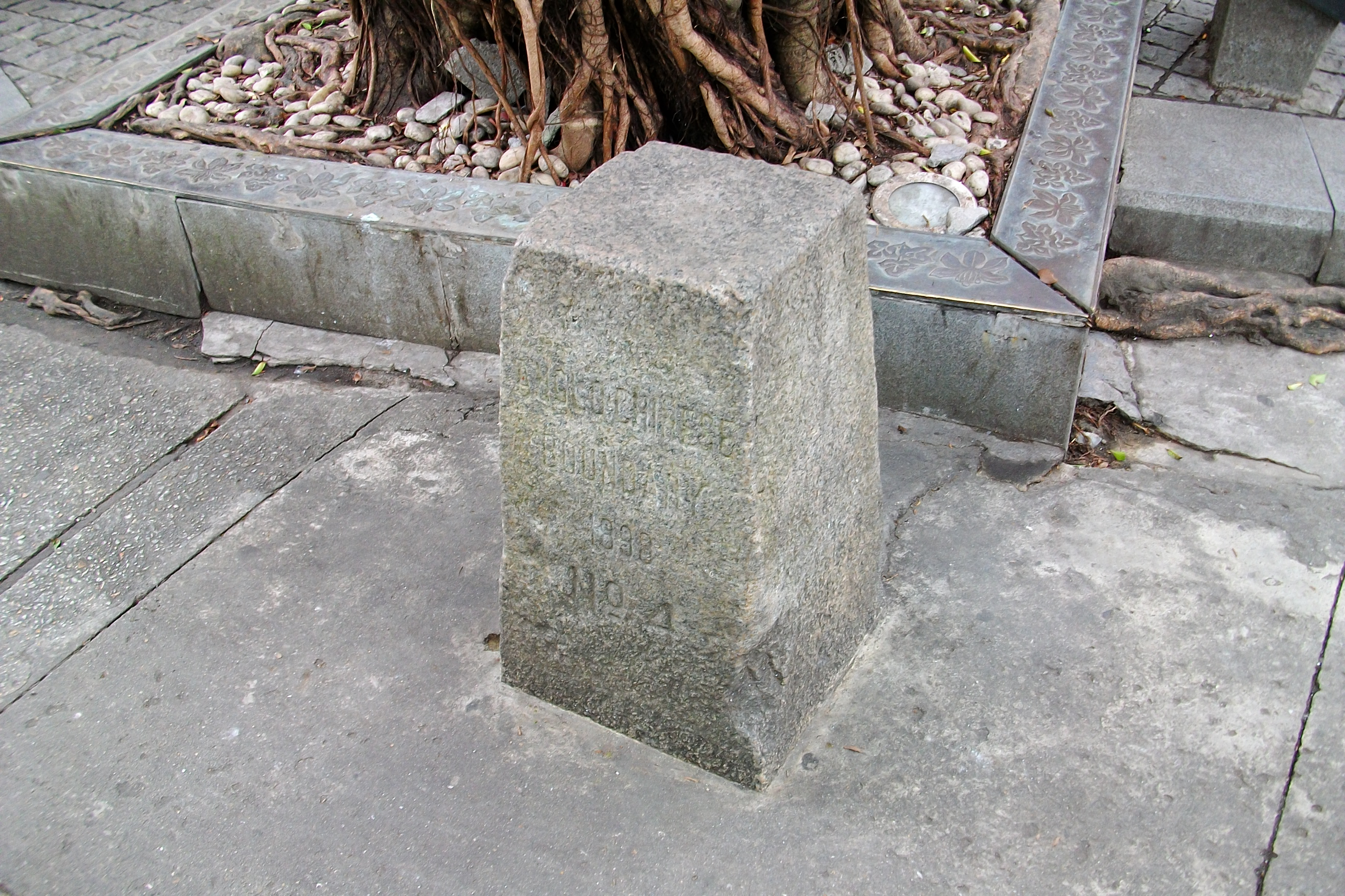
中英街第四號界碑
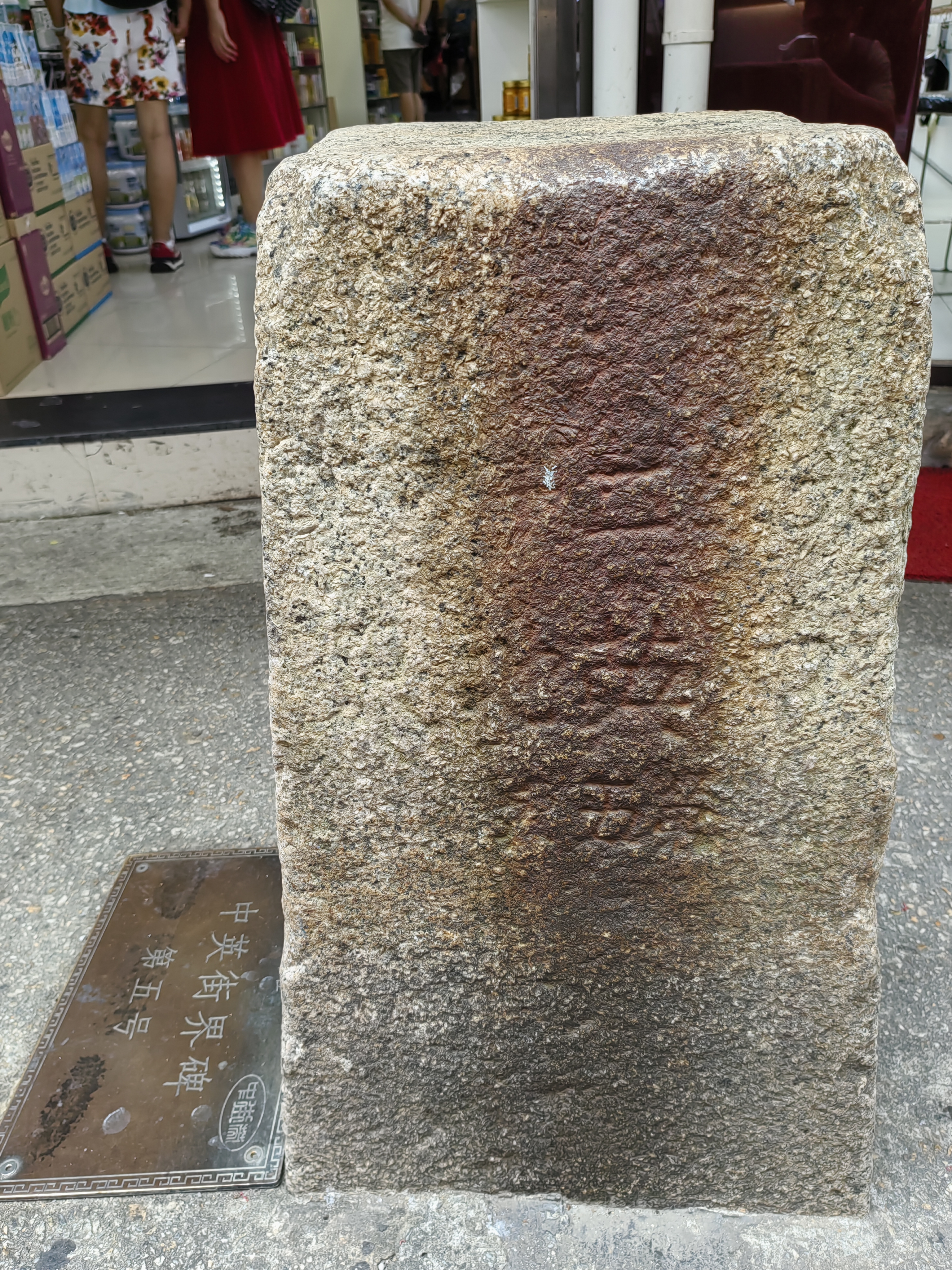
中英街第五號界碑
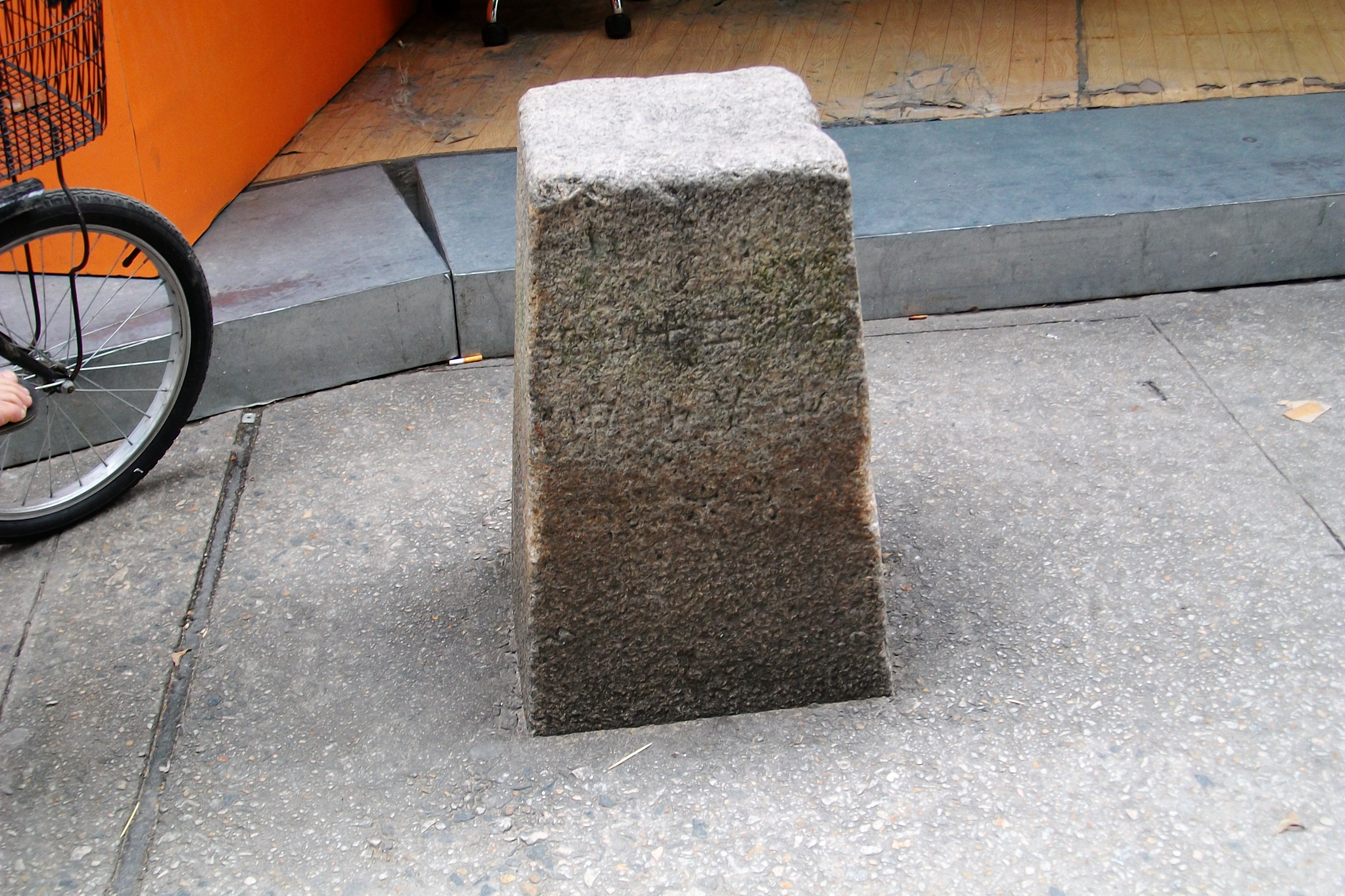
中英街第六號界碑
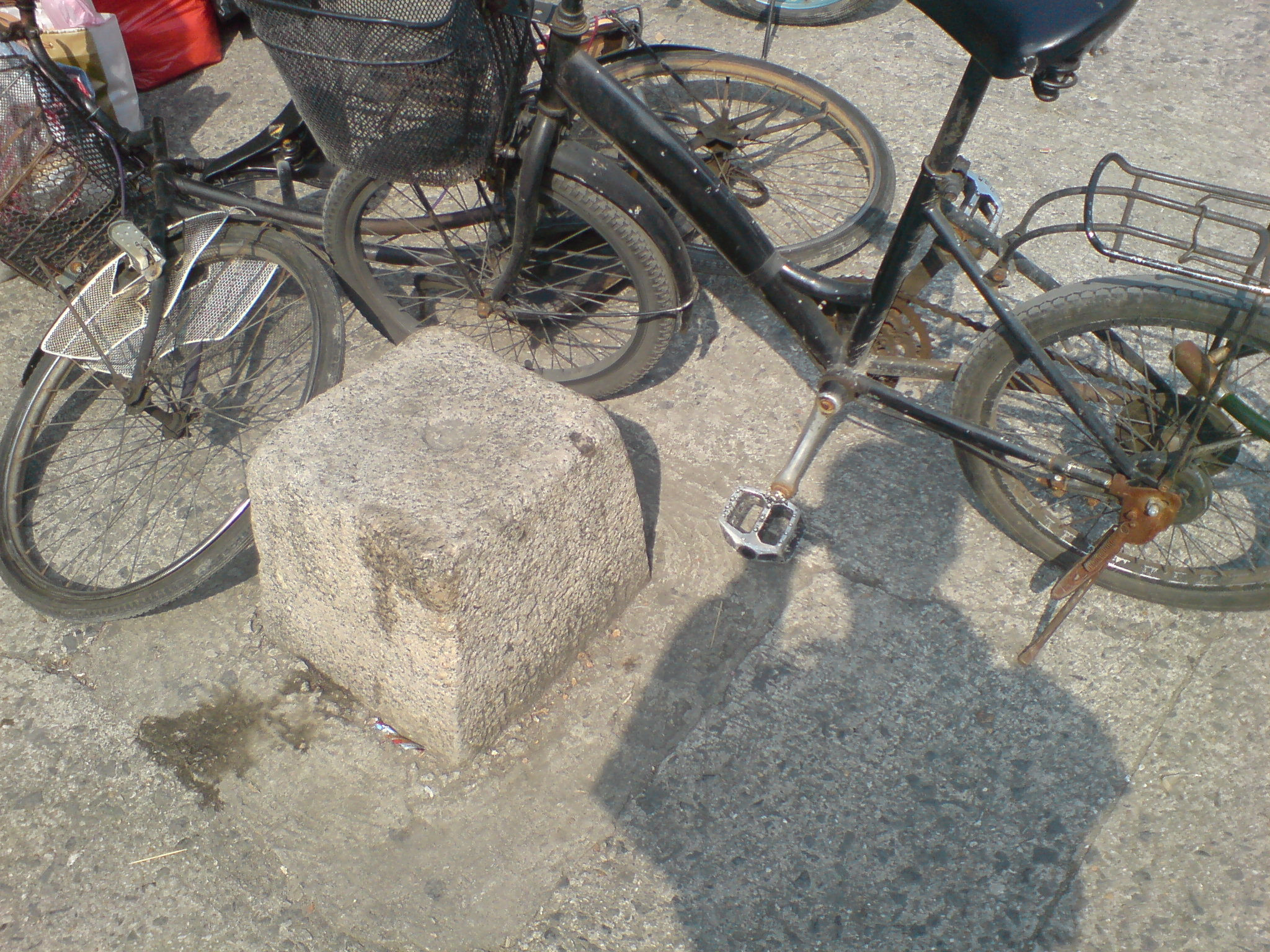
中英街第七號界碑

### 中英街歴史博物館

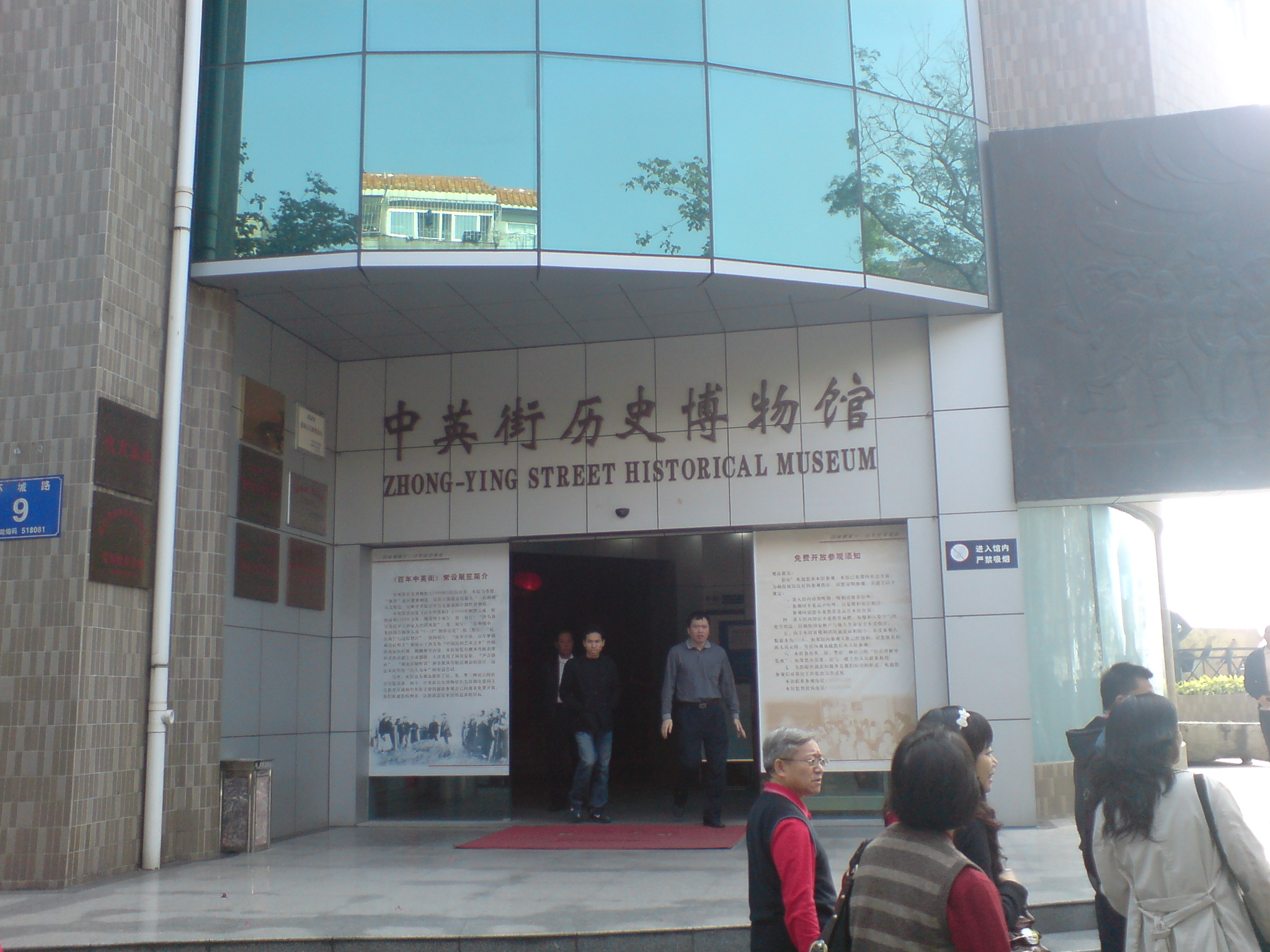
中英街歴史博物館

中英街歴史博物館は深圳市歴史建築の一つで、沙頭角辺境管理区環城路9号に位置する。元は中英街歴史紀念館という名称で、1995年に鎮内の文化站のいくつかの事務所が開催した「中英街的故事」という展示から始まる。その後塩田区政府が出資して博物館を建て、1999年5月1日に開館した。初期には10香港ドルの入場料を徴収していたが、中央政府に協力し、北京五輪前に人民の文化水準を向上させる政策の中で、無料となった。

### 警世鐘

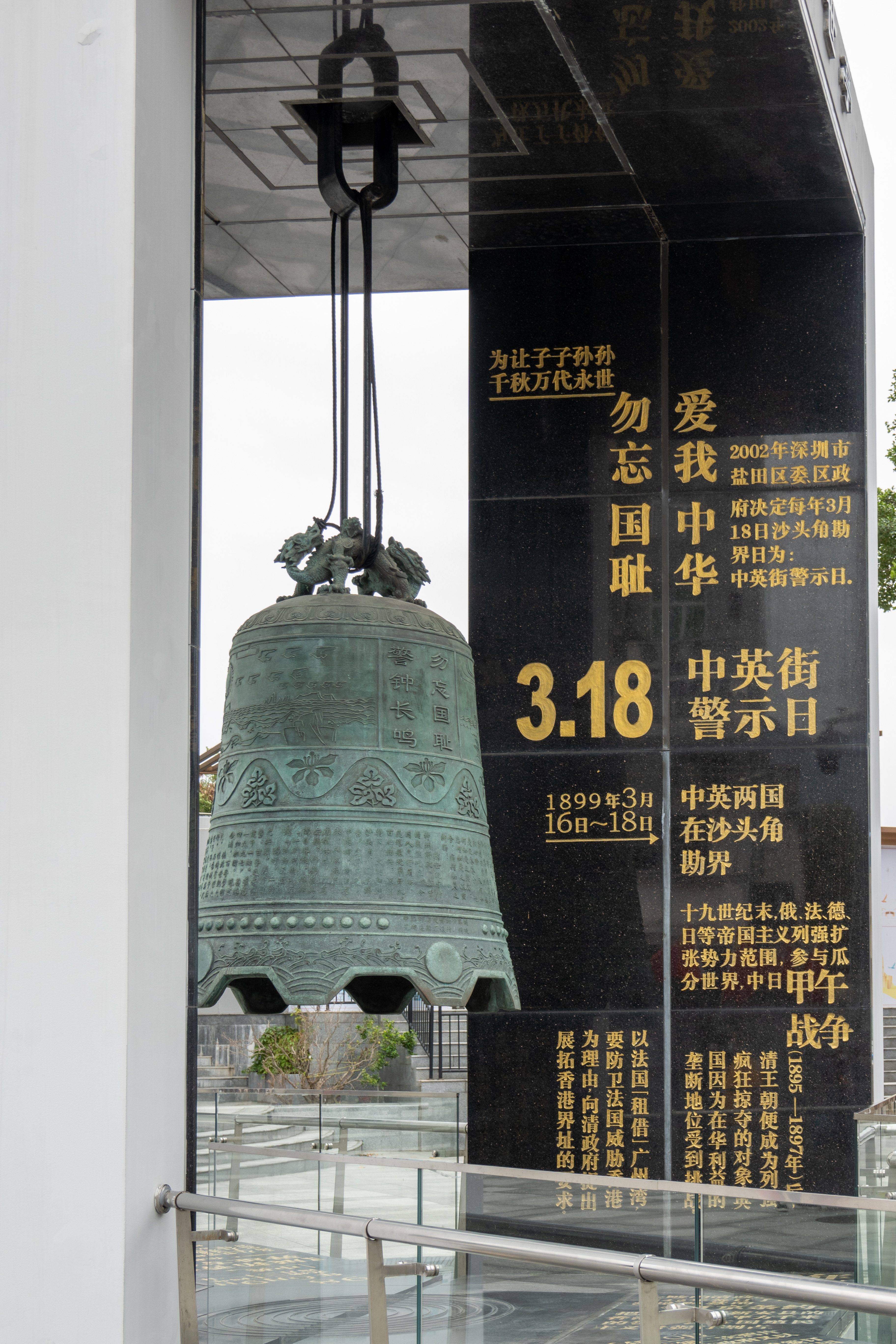
警世鐘

中英街警世鐘は塩田区政府が香港返還3周年を記念して鋳造したものである。2001年1月26日にお披露目式が挙行され、3回鳴らされた。
警世鐘は鐘の高さは1.842m、重量は1.55tで、1842年の南京条約調印以来のイギリス植民地としての香港の155年間を象徴するものとなっている。駒の爪は8つの梯形でできており、これは中英街上の8つの中英界碑を意味している。中帯にはバウヒニア（香港市花）とブーゲンビリア（深圳市花）を組み合わせた図案があしらわれ、深港文化を象徴している。鐘身の図案は「日出沙頭，月懸海角」という沙頭角の地名の由来を表現しており、笠型の21の蓮華座は21世紀を象徴している。竜頭は振り返って見つめ合う2頭の龍で構成されており、これは中華民族の龍の精神を象徴している。正面および背面にはそれぞれ「中英街警世鐘」と「勿忘歴史警鐘長鳴」と大きく彫られている。鐘身上には深圳商報の候軍先生が撰写した銘文があり、中英街の分割、抗争、変遷、発展、主権移交に至る100年間の歴史が著されている。
2002年より每年3月18日には当局がこの警世鐘を18回鳴らし、後世の人々が国耻を忘れないように警告する式典を行っており、中英街に駐屯する広東辺防六支隊沙頭角模範中隊の将兵も参加する。

## アクセス

### 香港から

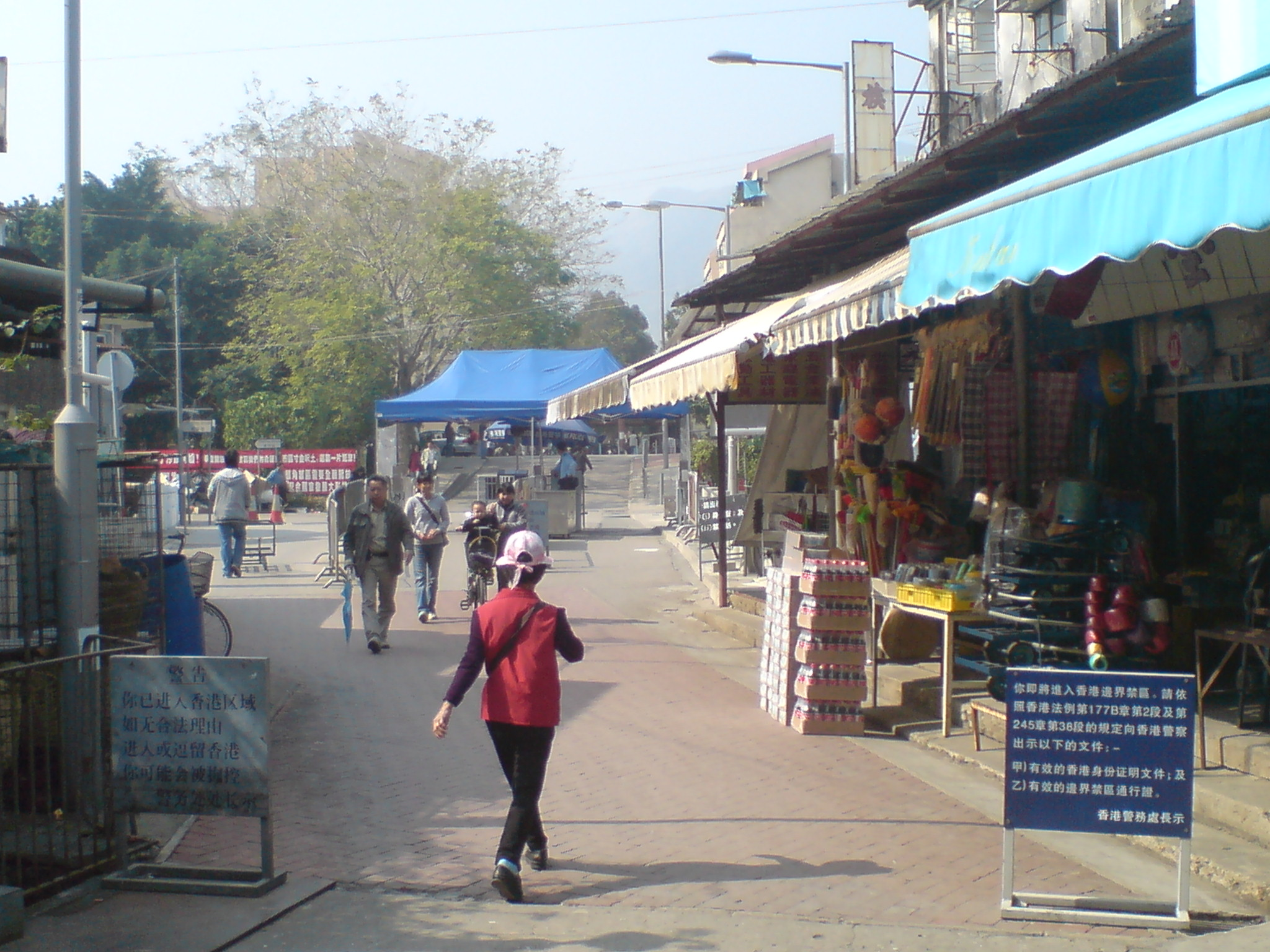
香港側旧検査站（深圳側より撮影）

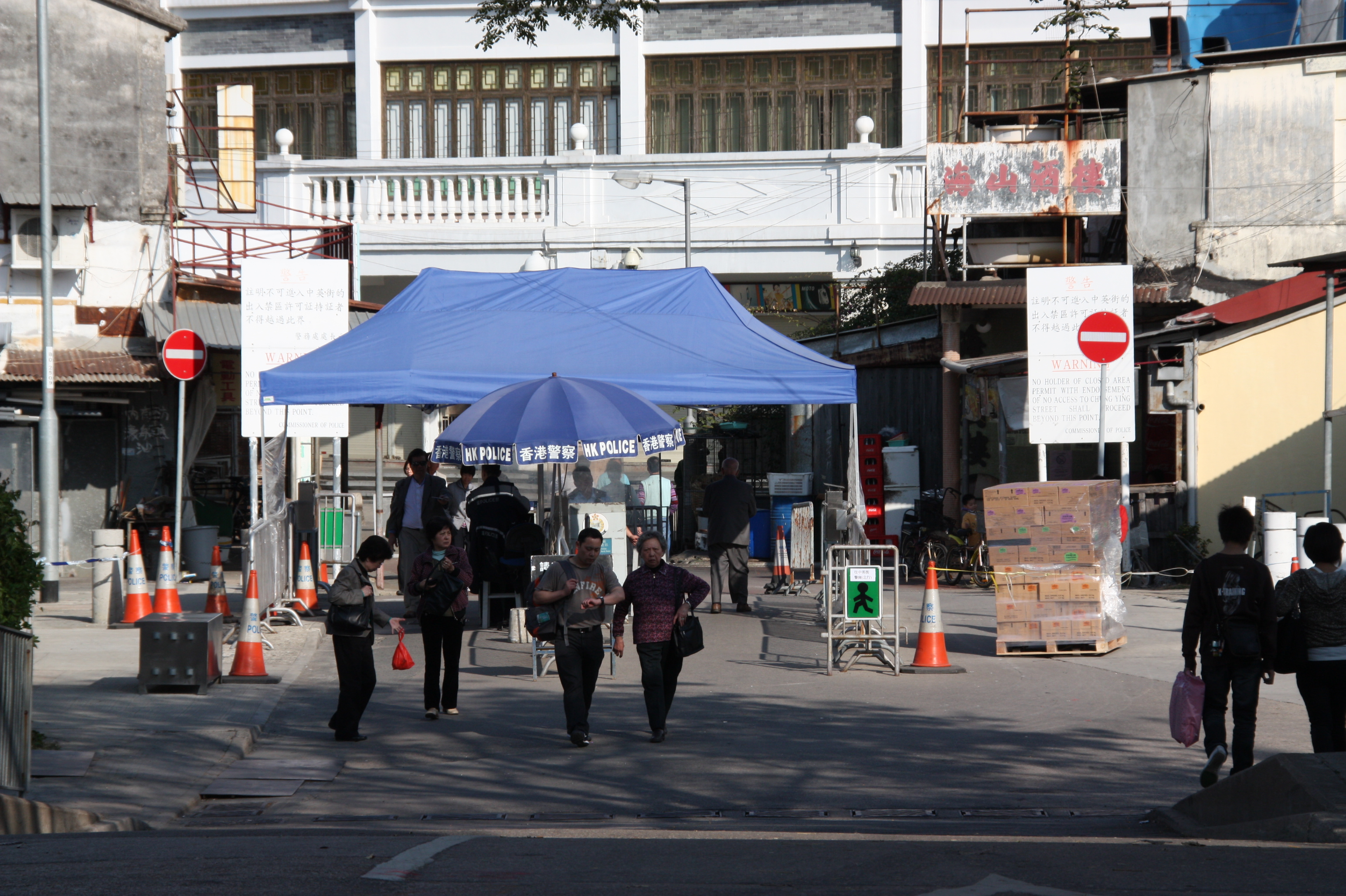
香港側旧検査站（香港側より撮影）

中英街の香港部分は北区沙頭角に属し、新界北の香港辺境禁区内にある。香港居民が中英街に侵入する場合には上水警署の発給した辺境禁区通行証（禁区紙）が必要である。香港居民が所持する禁区紙はその進入可能な範囲で落馬洲/打鼓嶺/沙頭角/中英街の4つに分類されており、中英街に進入するには中英街に進入可能と明記されている禁区紙が必要となる。
現在の辺境禁区政策では、警察は禁区に進入する必要がある者にのみ禁区許可証を発給しており、中英街に入る必要があるとみなされている者は以下の人々に限られる：
1. 家族関係や歴史的背景から、中英街内のコミュニティと伝統的つながりを保持する必要が認められる者；
2. 中英街に居住ないし勤務する者；
3. 中英街に居住する親友を訪ねる者；
4. 沙頭角禁区に居住し、合理的な必要があって中英街に進入する者。

2023年12月31日以前は単に観光目的での香港側沙頭角辺境禁区への進入は認められてこなかったが、2024年1月1日より当局は中英街以外の沙頭角禁区を観光客へ開放した。ただ、市民または旅行客は香港警察のサイト上で禁区紙の申請手続きを行う必要があり、また発給数には制限がある。

### 深圳から

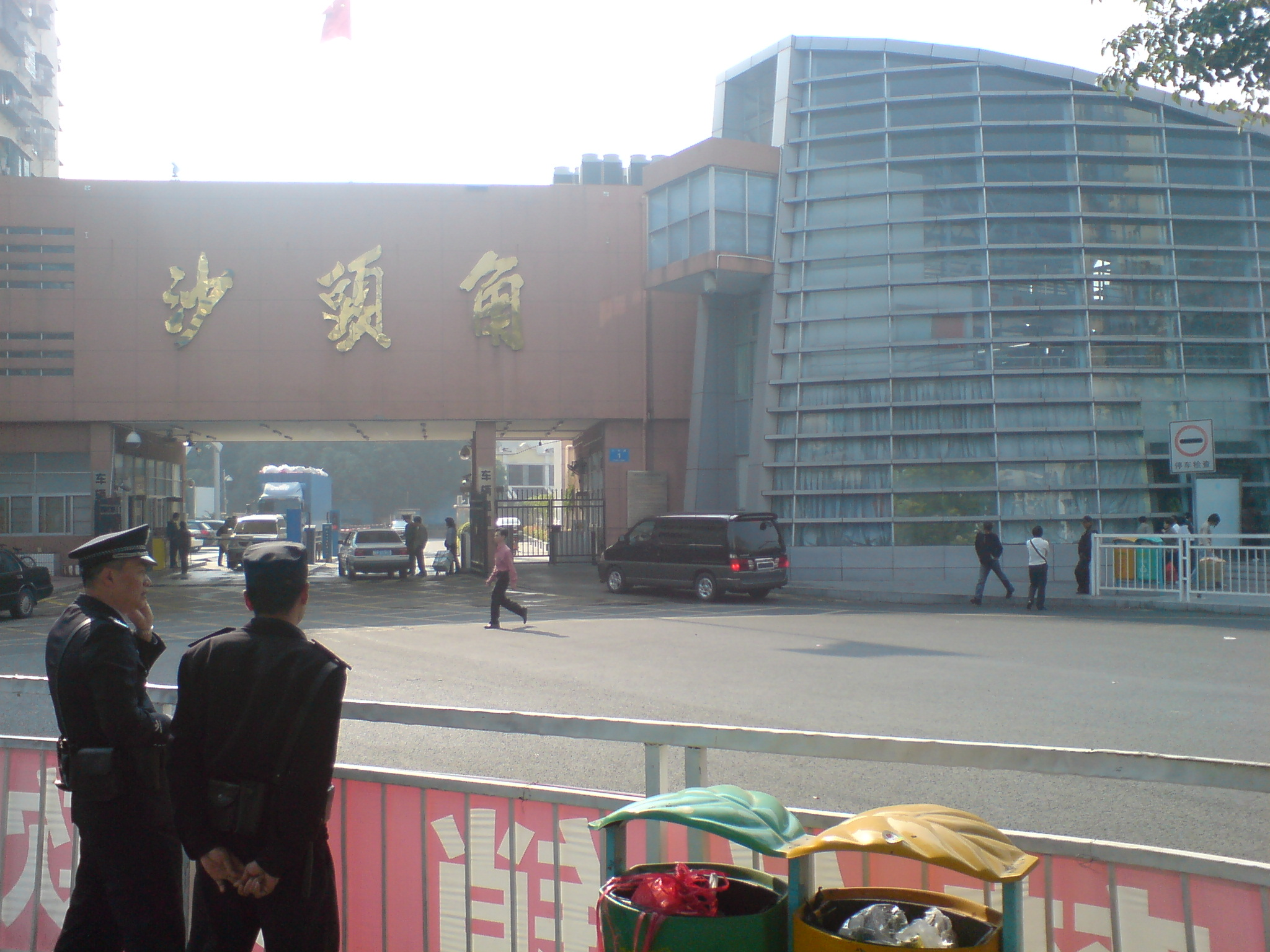
沙頭角海関の中英街へのゲート

沙頭角辺境特别管理区入口

中英街の深圳部分は辺境管理区であり、そのため中英街への進入には広東省公安庁が発給する辺境特别管理区通行証の手続きが必要となる。
2012年9月1日より、非深圳戸籍の居民も深圳戸籍の居民と同等の待遇となり、合法な中国身分証を有しており、公務員、事業単位負責人、財務および保密等の所轄機関への報告が必要な者以外は、身分証を持って沙頭角深沙路にある広東辺防辦証中心にて通行証の発給を1人10元で直接受け、手続後はすぐにゲートを通過できるようになった。この変更は実施当初はあまり認知されておらず、2013年2月になって南方都市報など南方報業旗下のメディアで報道されてから広く知られるようになった。2018年1月1日より、中英街進入に必要な「辺境特别管理区通行証」発給手続きにかかる費用が廃止されて無料で申請できるようになり、2018年3月20日にはオンライン予約プラットフォームが開設され、アプリ「i深圳」または微信のミニアプリ「沙頭角辺境特别管理区通行証辦理」からオンライン予約を行うことで、指定した時間に現地で通行証を受け取り、中英街へ進入できるようになった。
辺防部門の要求により、深圳居民は最低7日ごとに通行証を申請でき（有効期間は3日、当日から使用可能），非深圳居民は最低30日ごとに申請できる。しかし、塩田区戸籍の居民は毎日中英街を往来することができる。
これより以前、中国内地籍居民はこの通行証を手続きが必要だったが、中英街への進入は居民の身分に応じて3種類の方式が存在した：
1. 深圳戸籍の居民は、沙頭角深沙路にある広東辺防辦証中心にて辺防証の発給を受け、ゲートを往来する；
2. 非深圳戸籍の居民で、広東辺防辦証中心に登録済の単位から招待を受ける場合は、接待単位証明を持って辺防証を申請し、接待単位組織より往来する；
3. その他非深圳戸籍の居民は、一律で広東辺防辦証中心向かいにある深圳沙頭角旅游有限公司から団体入場し、中英街を出る際には自分で通行証を持ってゲートを抜けることになる。深圳戸籍居民の証明書発行は10元だが、非深圳居民の団体入場には50元（うち40元は旅行社の手続費）であり、辺防証はゲートを出る際に回収されることに注意が必要である。

また、中英街歴史博物館は深圳の愛国主義教育基地に指定されているため、学校が組織した学生団体の見学は上述の煩雑な手続きが免除されており、学校の証明書によって団体入場できるようになっている。

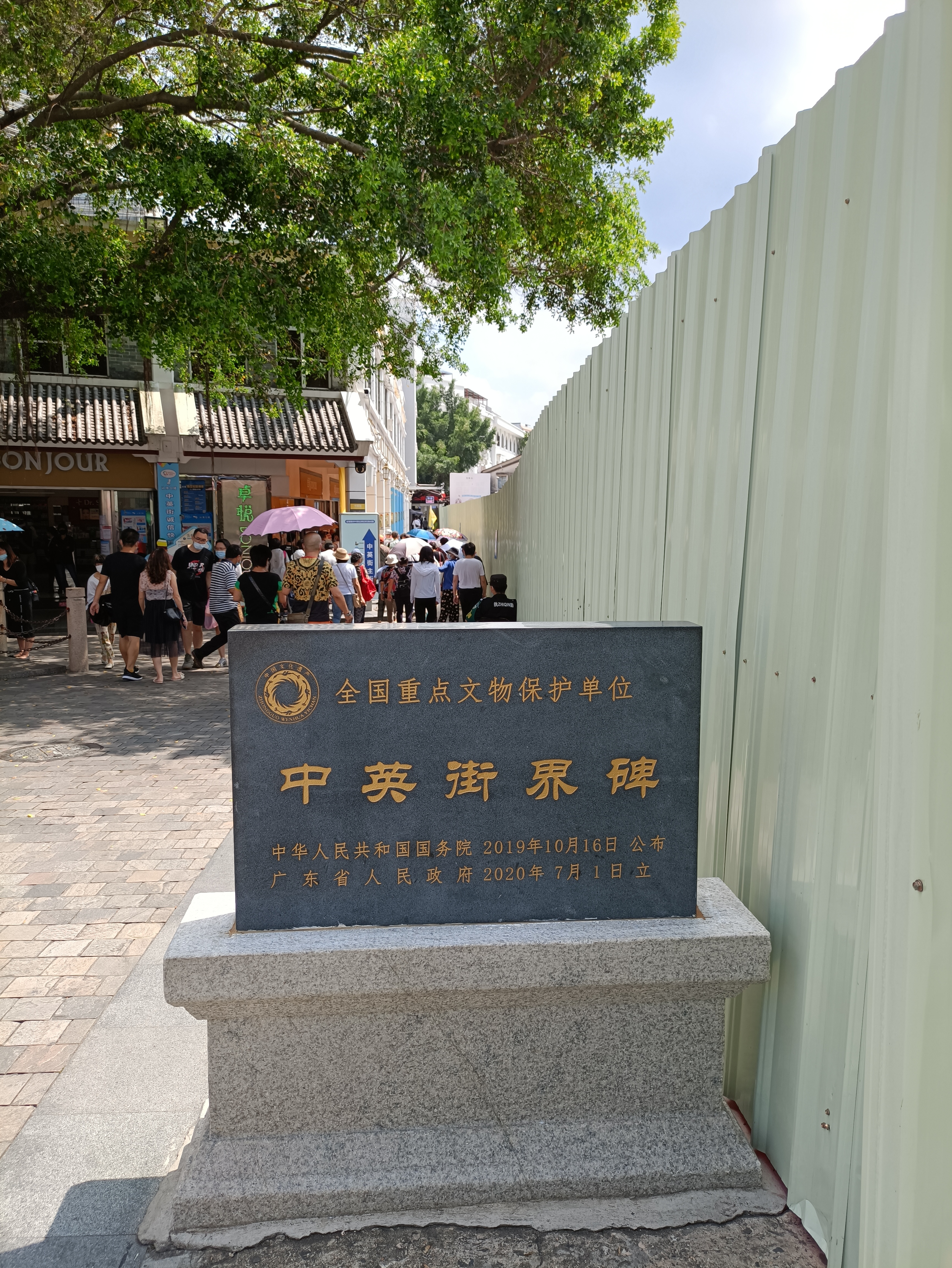
2019年新型コロナウイルス感染症流行期間、ウォータータンクバリケードによって二分された中英街

2020年初頭、新型コロナウイルス感染症が流行し、中英街では2020年6月8日まで往来が停止された。また防疫の必要性から、中英街の深圳側と香港側の管理区はフェンスにより二分された。当初深圳側の管理者は、「貨物の受け渡し禁止」という標示を掲げ、香港側の焦点がウォータータンクバリケードを隔てて観光客に商品を販売することを禁じ、フェンスは鋼板材に変更された。この時、中英街に来た観光客は深圳側でしか消費できなかった。深港両地の防疫政策の調整に伴い、2023年1月19日には中英街における深港間の防疫隔離で使用されていたウォータータンクバリケードが撤去され、双方の正常な往来が復活した。
2024年1月18日より、中英街の深圳側通関時間は元の9:00-18:00から9:00-22:00へと変更され、証明書受け取り時間も9:00-17:00から9:00-21:00へと変更になった。

#### 中英街を離れる際の要求
海関の規定により、塩田区戸籍の居民は最低15日ごとに500元を超えない価値の商品を持ち出すことができる。通行証を有する者は、ひとつあたり500元、総額3000元を超えない商品を持ち出すことができる。上述の規定には、海関が別に規定している持ち込み禁止物品は含まれない。

### 警務処処長示

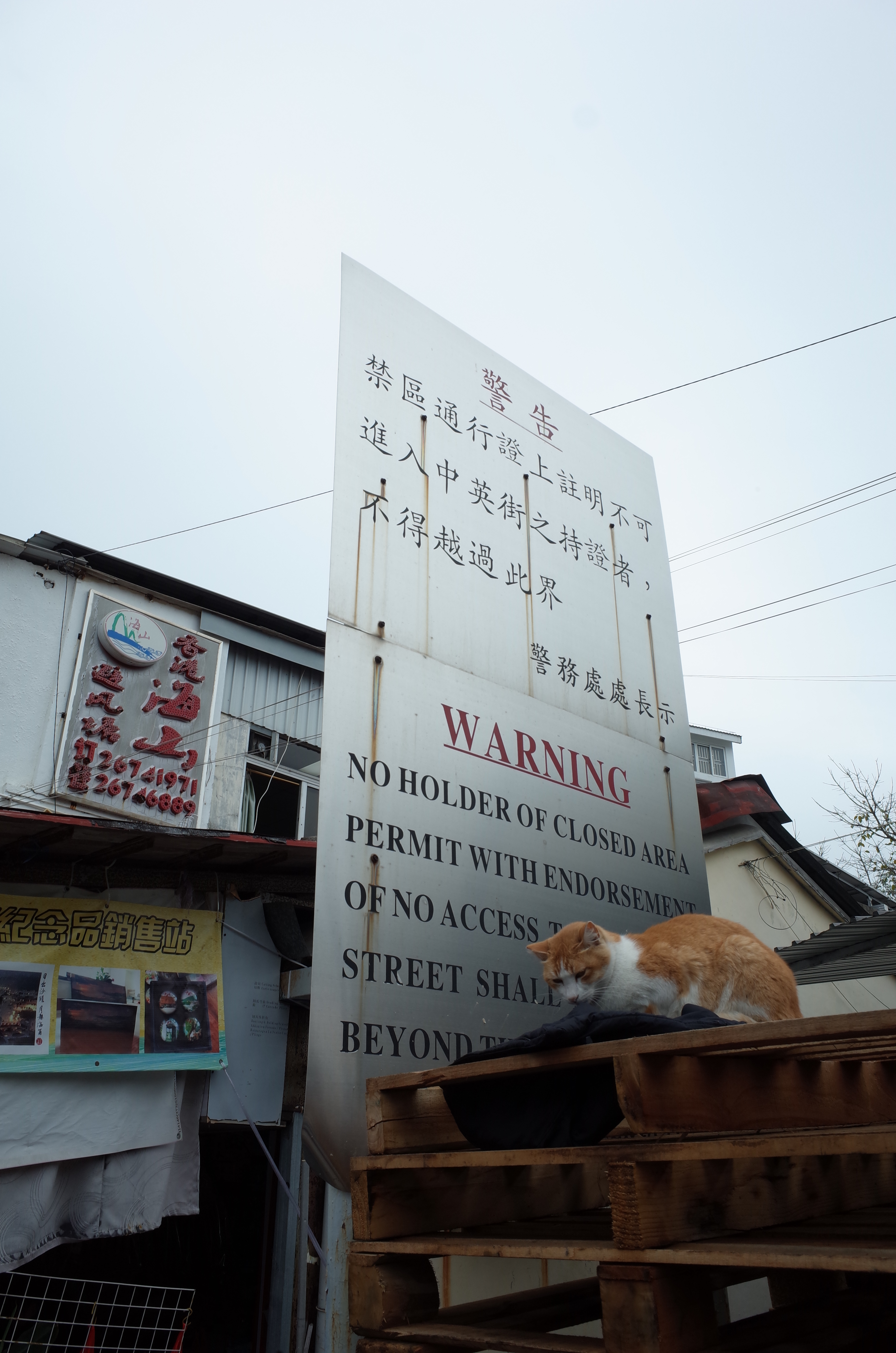
香港側検査站手前にある警務処処長告示(2024年3月撮影)

中英街の香港側検査站付近には、香港側深圳側双方に警務処処長の署名による掲示と警告が設置されている。香港側にある掲示内容は繁體字および大文字書きの英文で以下のように書かれている：
警告

註明不可進入中英街的出入禁區通行証持証者不得越過此界—警務處處長示
WARNING

NO HOLDER OF CLOSED AREA PERMIT WITH ENDORSEMENT OF NO ACCESS TO CHUNG YING STREET SHALL PROCEED BEYOND THIS POINT—COMMISSIONER OF POLICE
深圳側には2つあり、ひとつは一部を除いて繁体字で以下のように書かれている：
你即將進入香港邊界禁區。請依照香港法例第177B章第2段及第245章第38段的規定向香港警察出示以下的文件： 
甲）有效的香港身份证明文件；及
乙）有效的邊界禁區通行證。—警務處處長示
もうひとつは簡体字で、以下のように書かれる：
警告
你已进入香港区域
如无合法理由
进入或逗留香港
你可能会被拘控—警务处处长示

通常、深圳側の標示付近には武装した警官が2名おり、境界を往来する人々を監視している。通行証を所持した大陸側観光客が香港側に入ろうとするのを見ると、それを阻止して証明書を検査し、非香港居民に対しては中英街へ戻るよう促す。

## 画像集

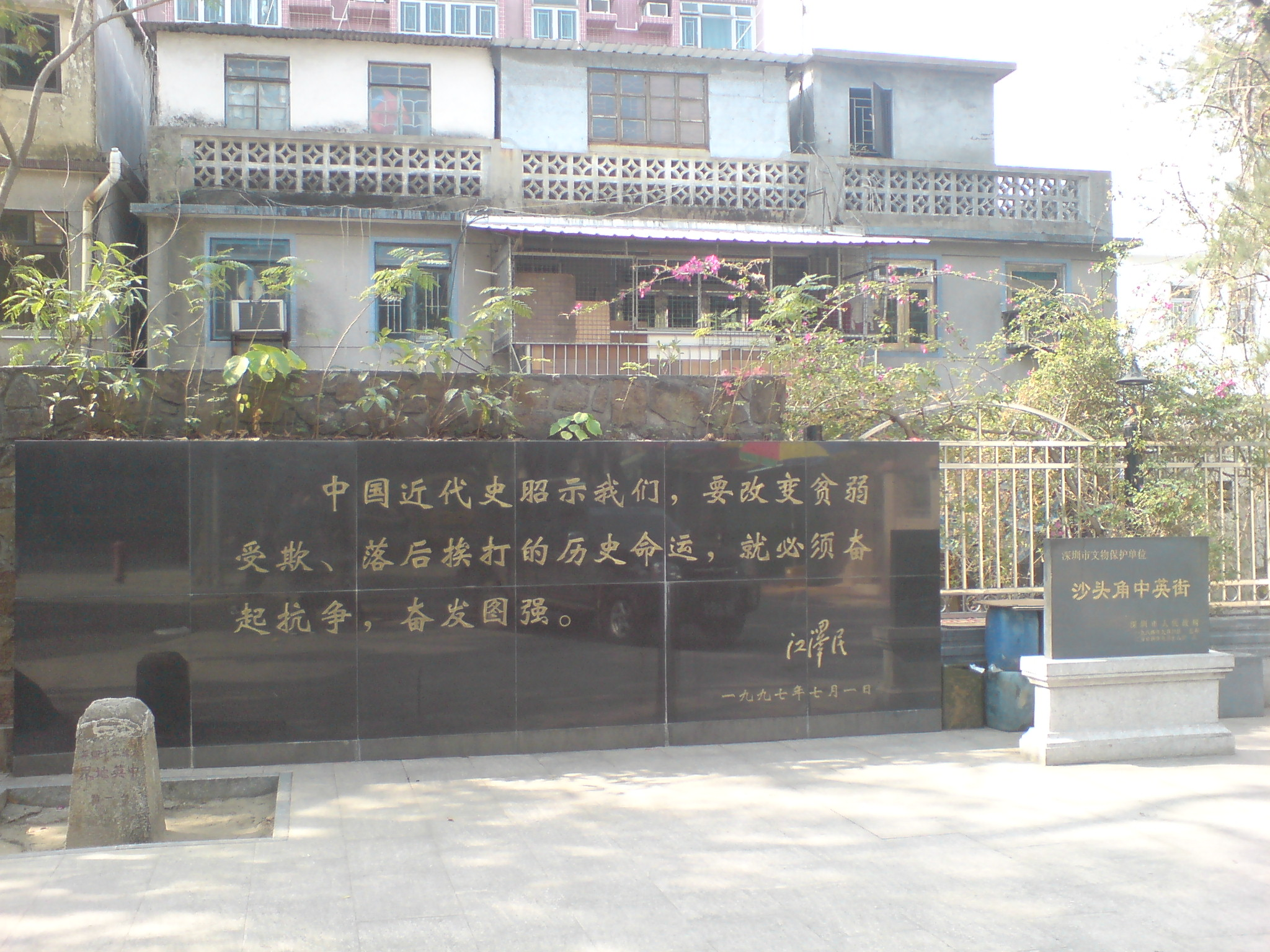
中英街界碑文物告示石碑のひとつ。題字は江沢民による
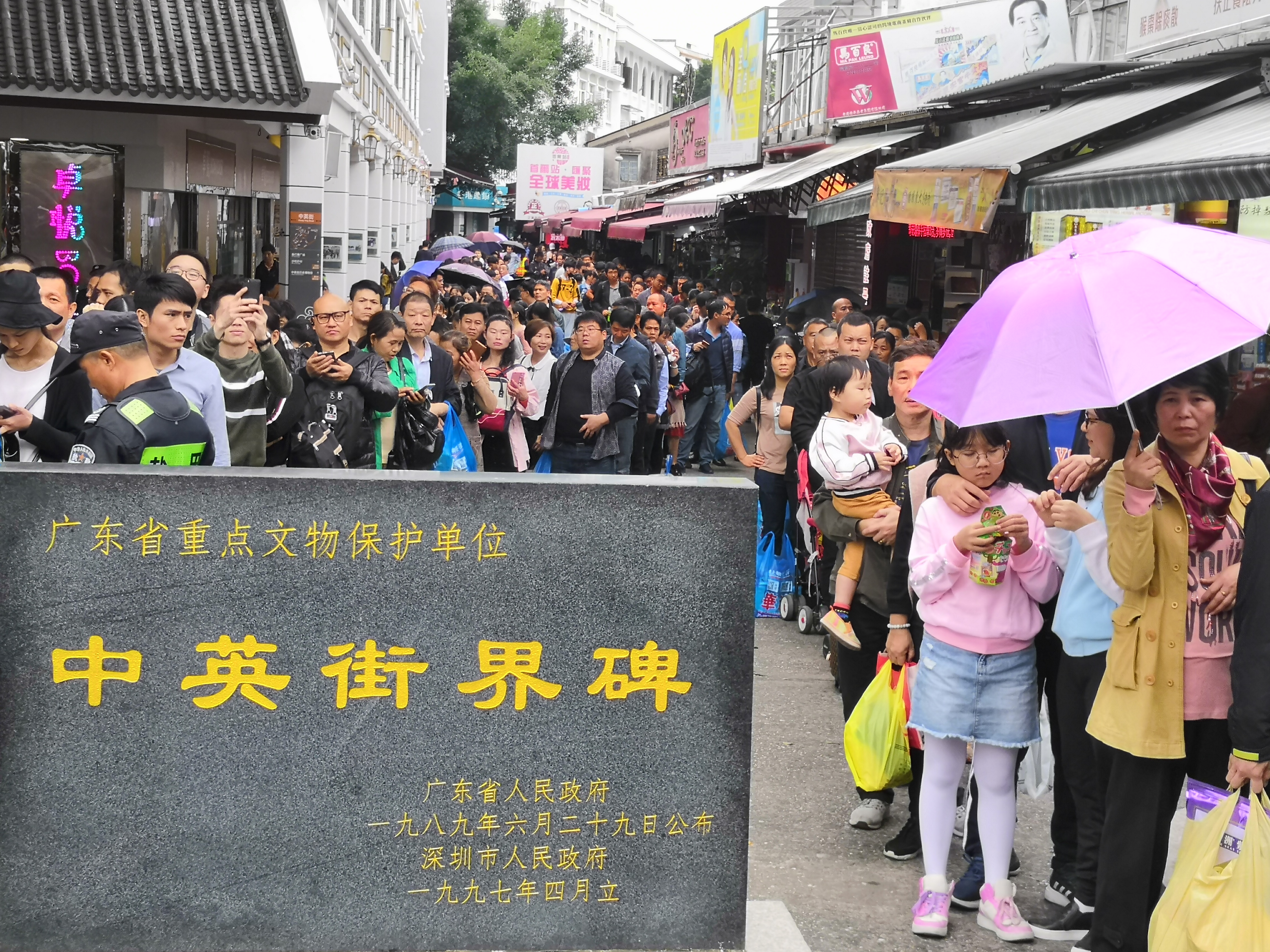
中英街界碑。後方には安全検査を待つ長蛇の列
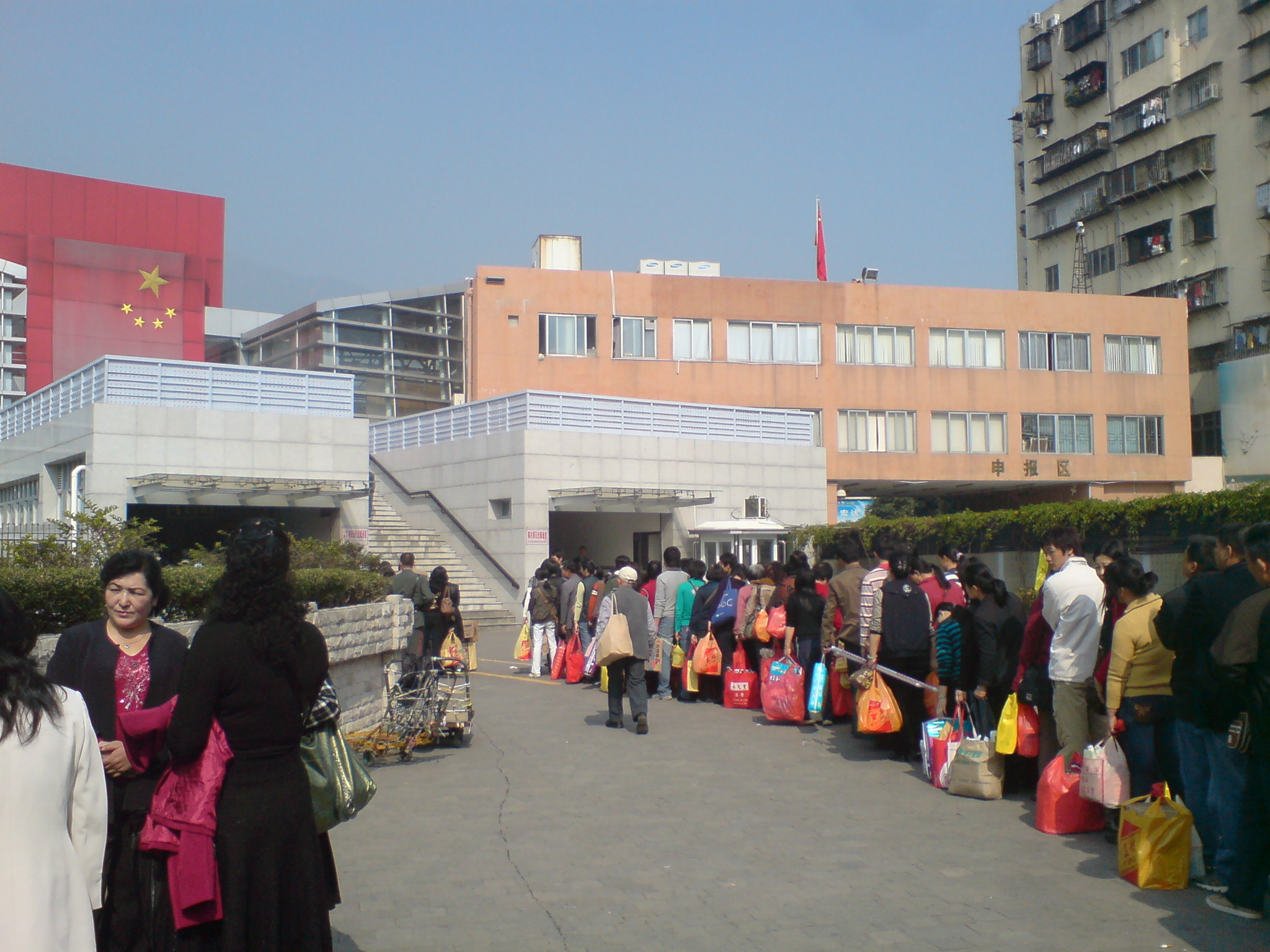
ゲート開放を待つ中英街観光客
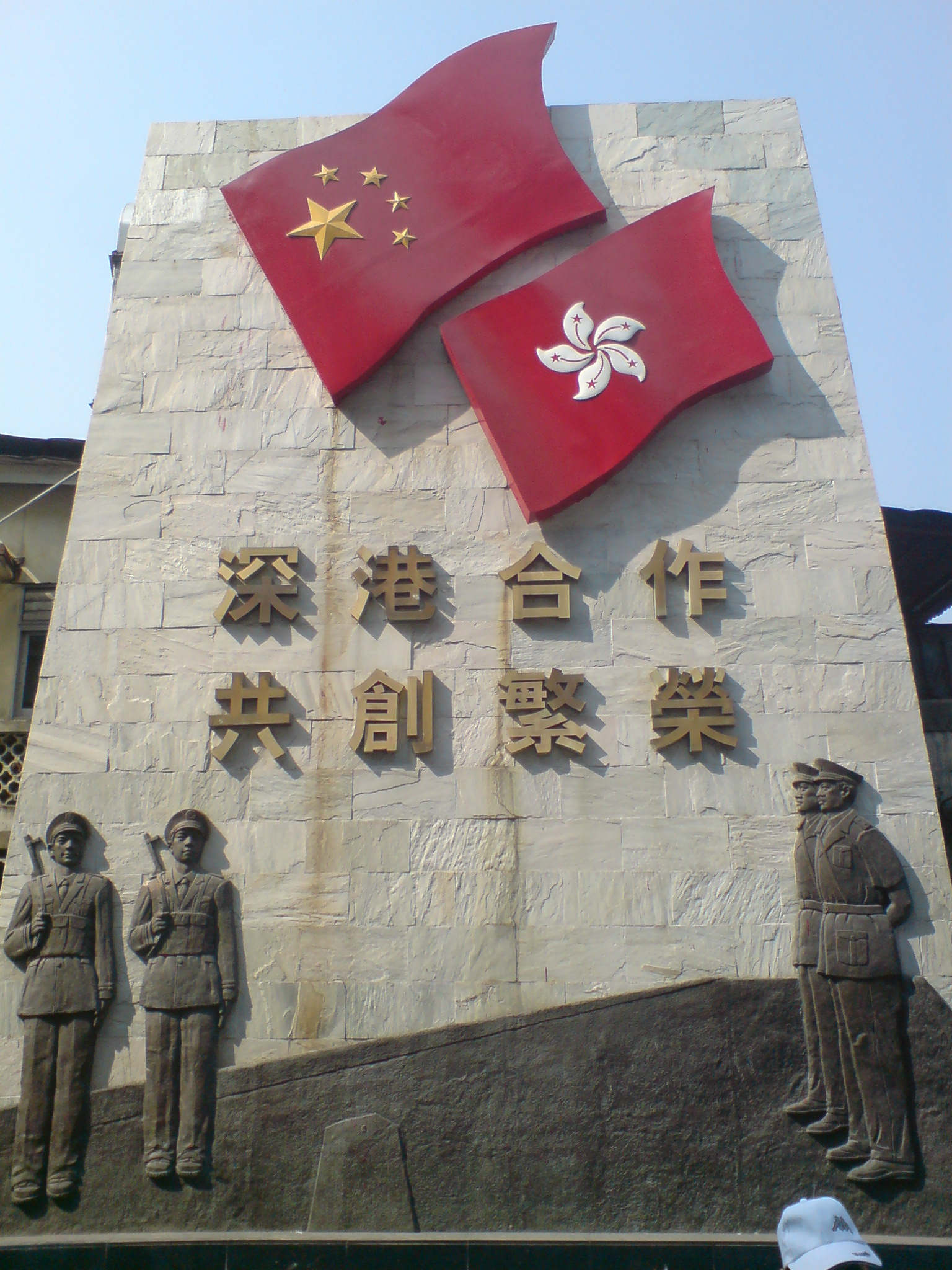
「深港合作，共創繁榮」
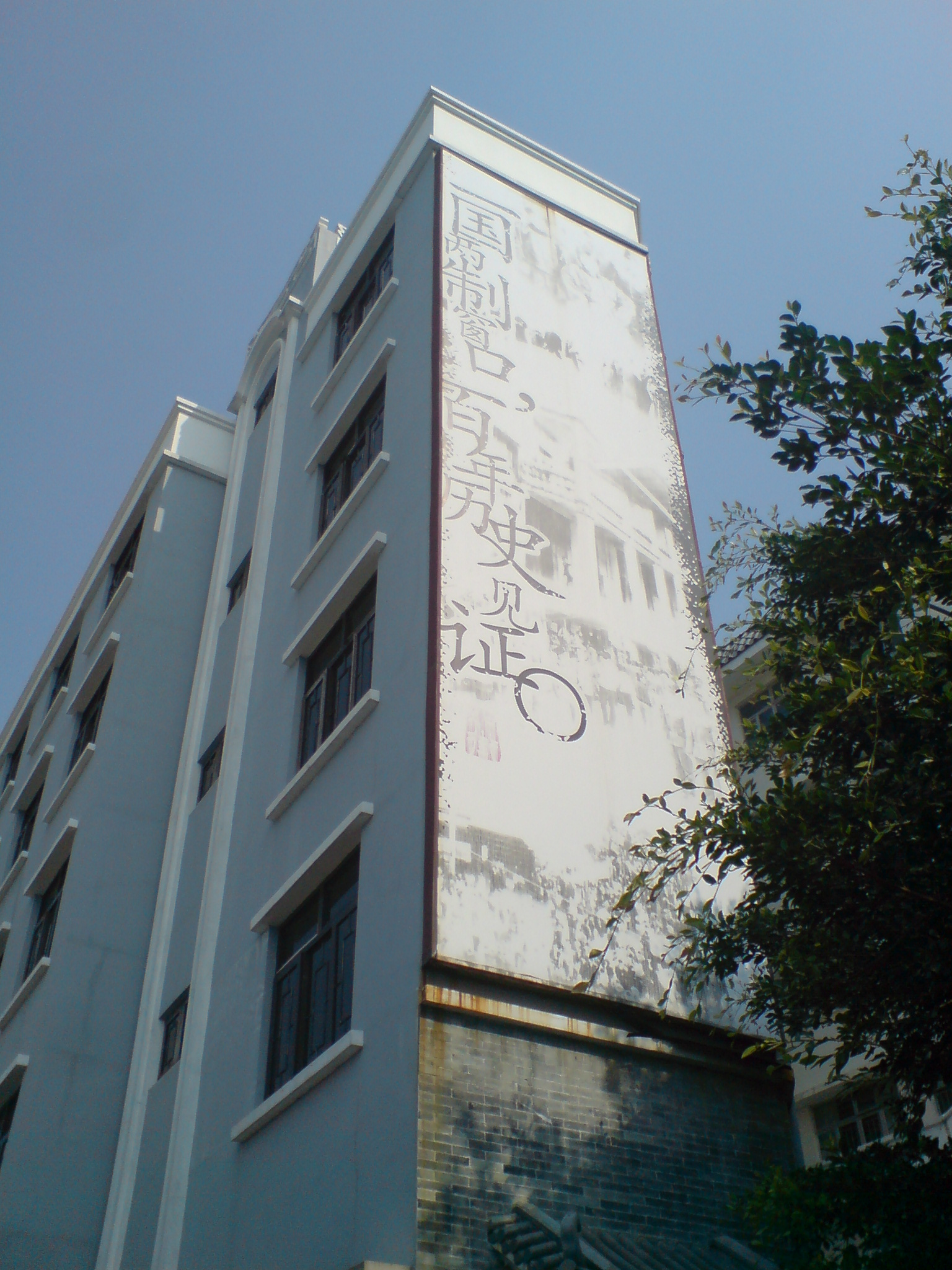
「一國兩制窗口，百年歷史見證」
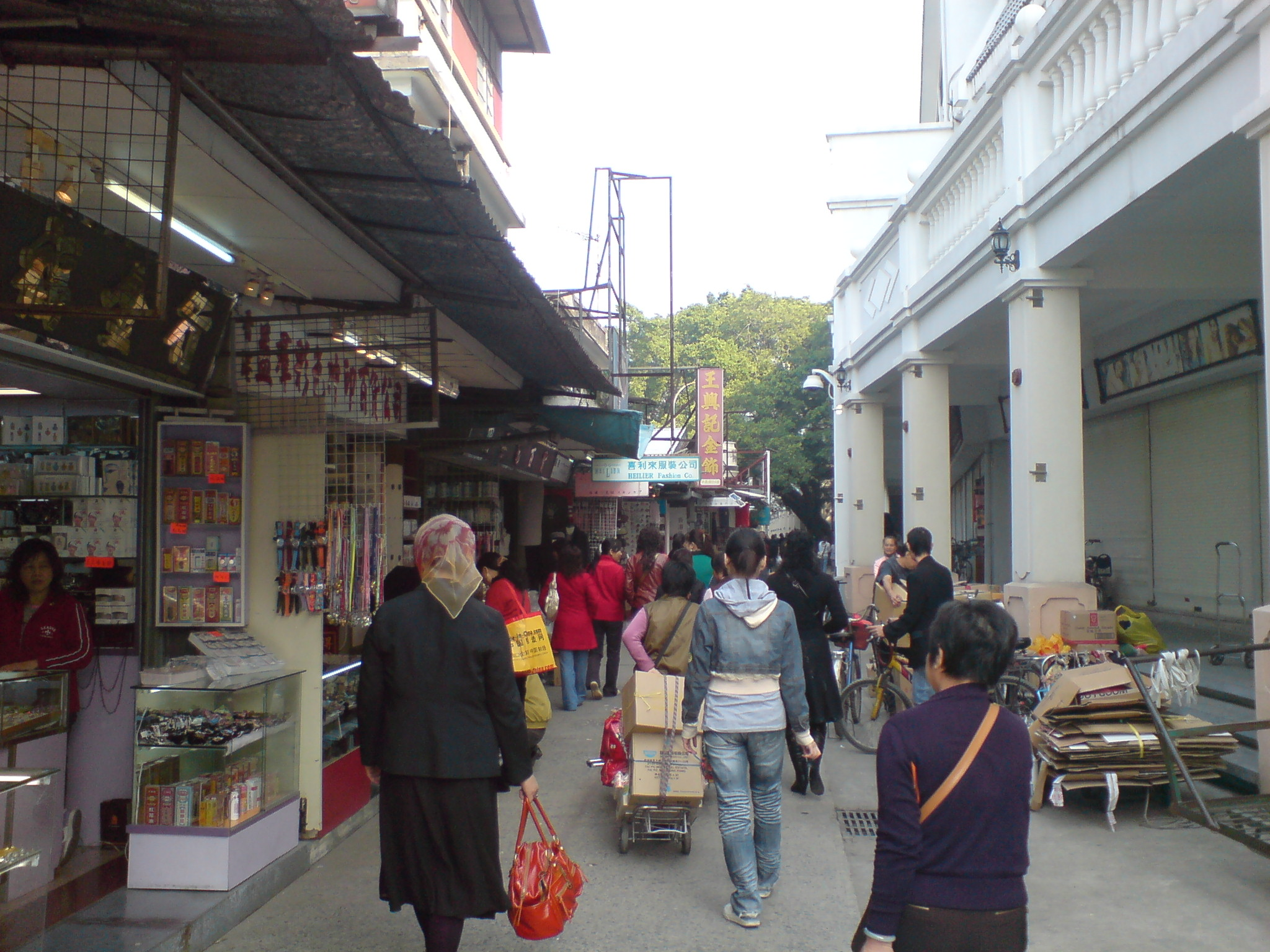
中英街街景1（左は香港管理、右は深圳管理）
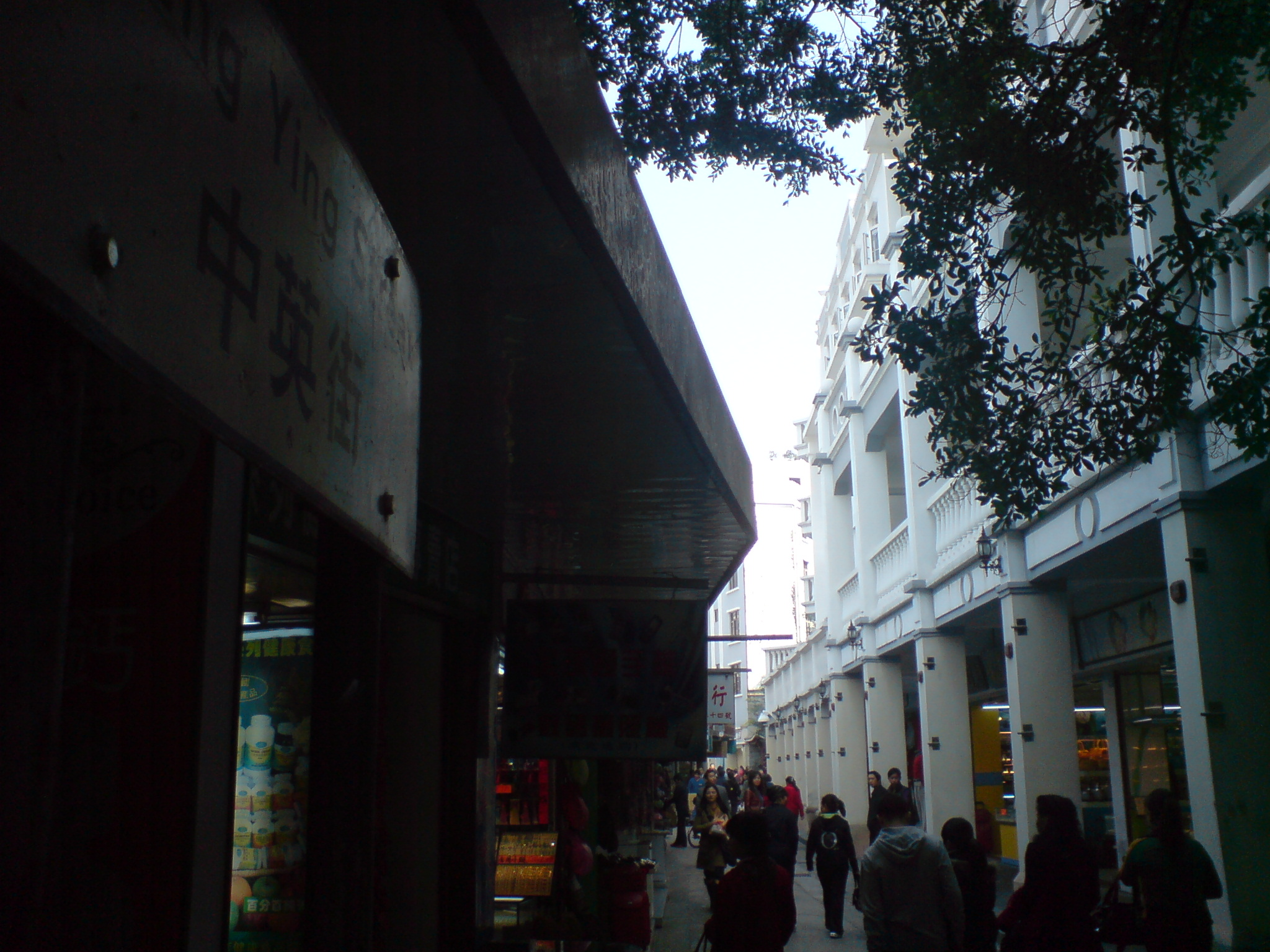
中英街街景2（葉は香港側、根は深圳側にある榕樹）
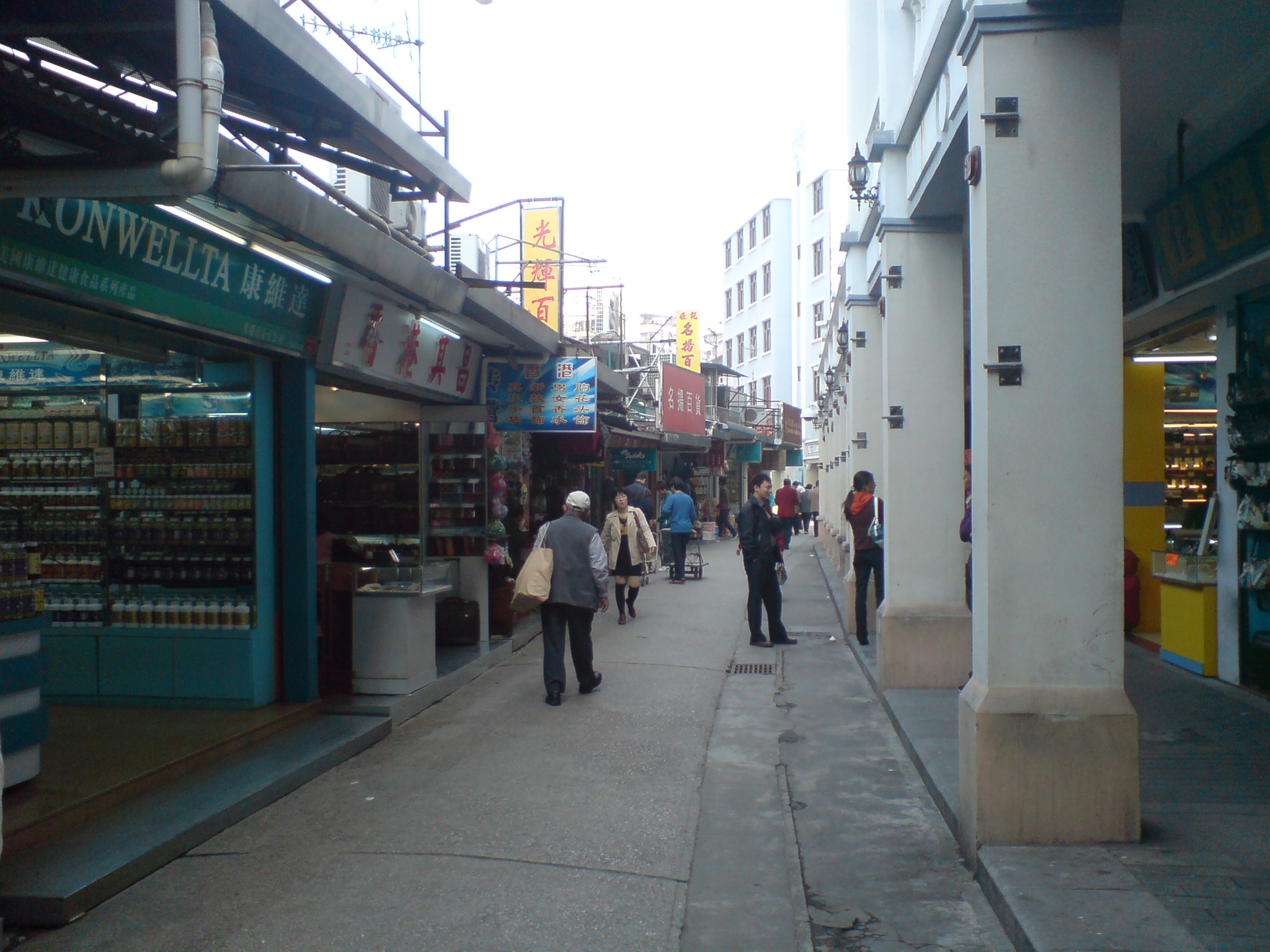
中英街街景3（香港側店舗が左側、深圳側のビルが右側に並ぶ）
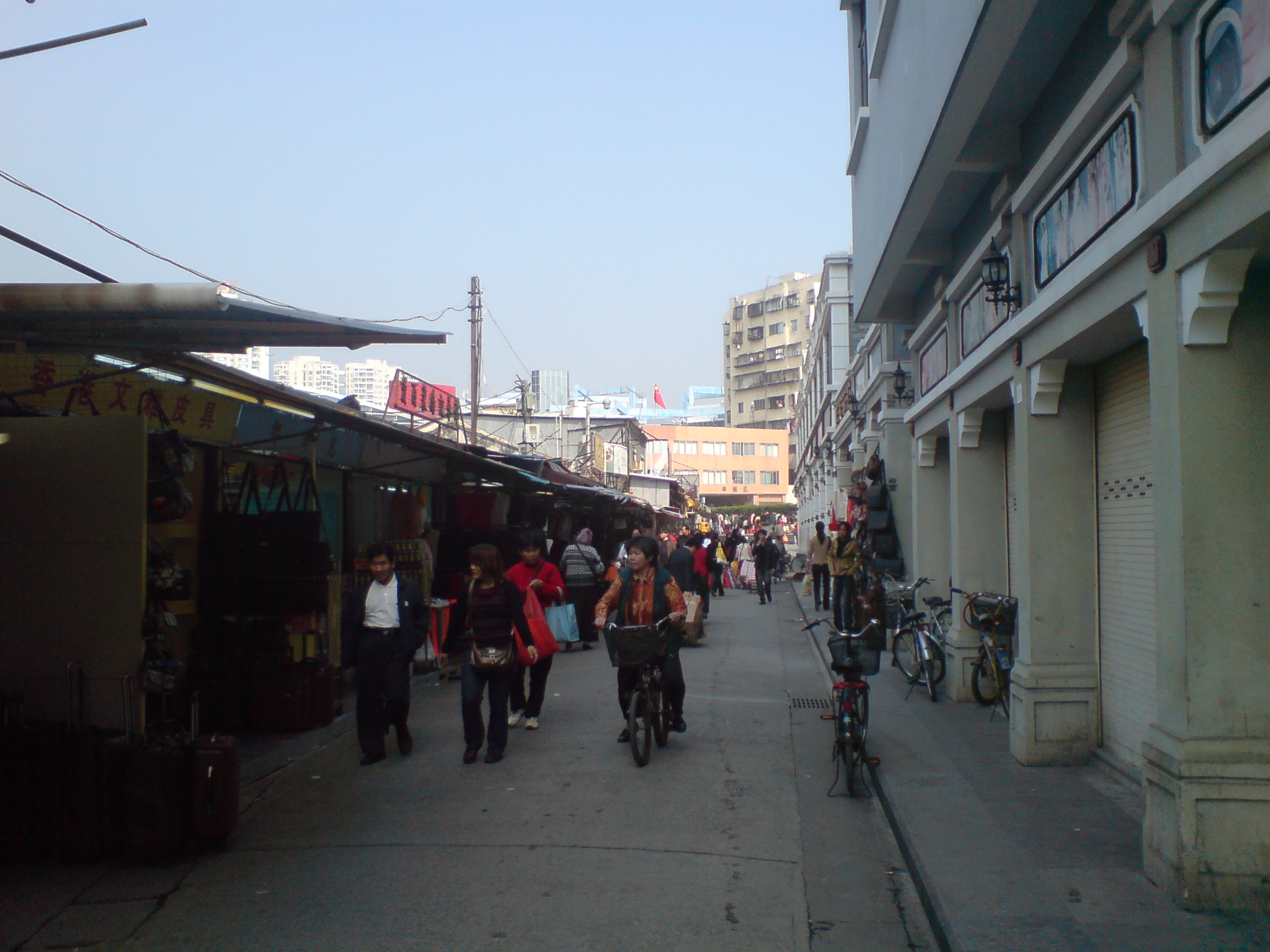
中英街街景4（左側は香港、右側は深圳の管理）
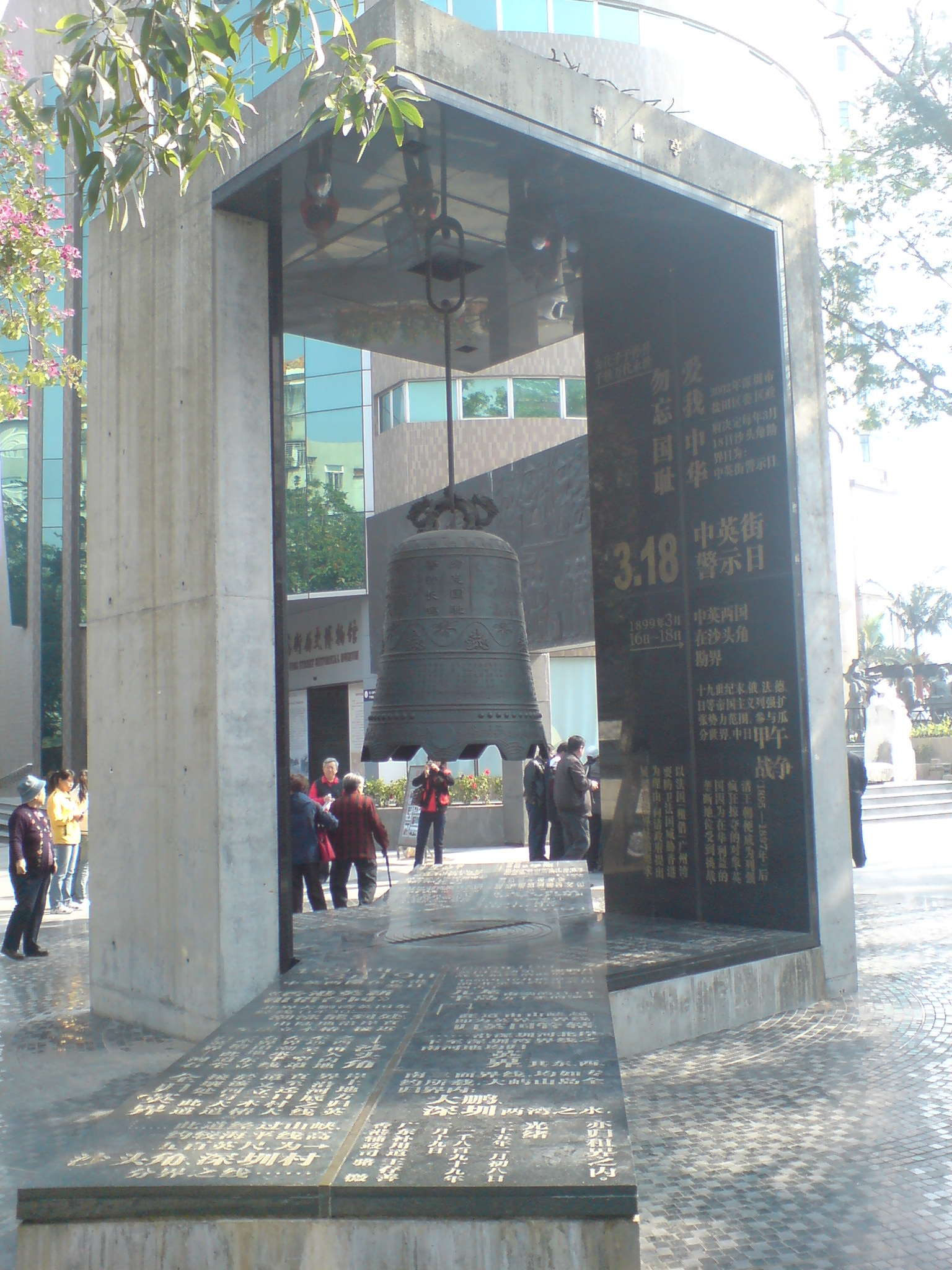
警世鐘
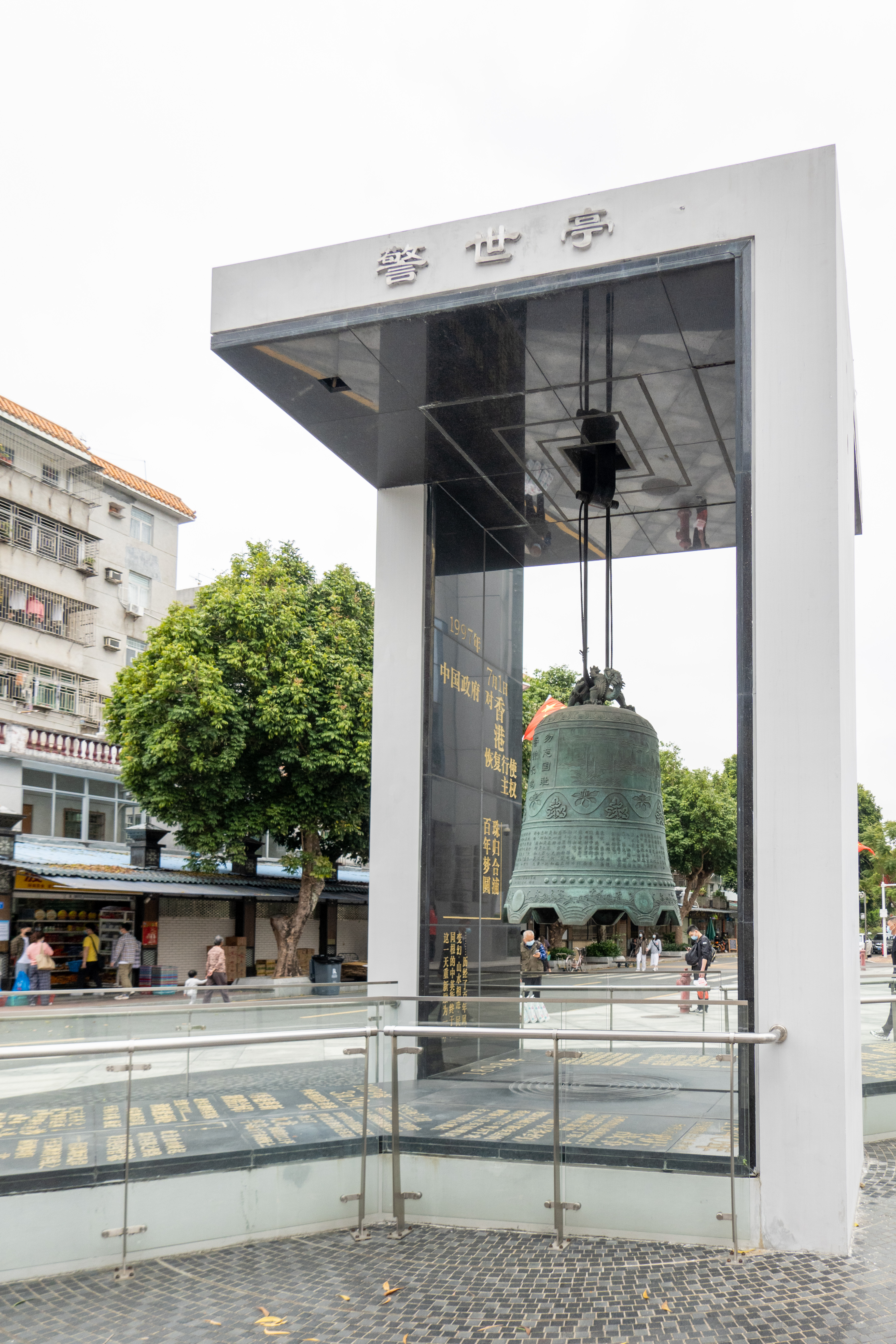
警世亭
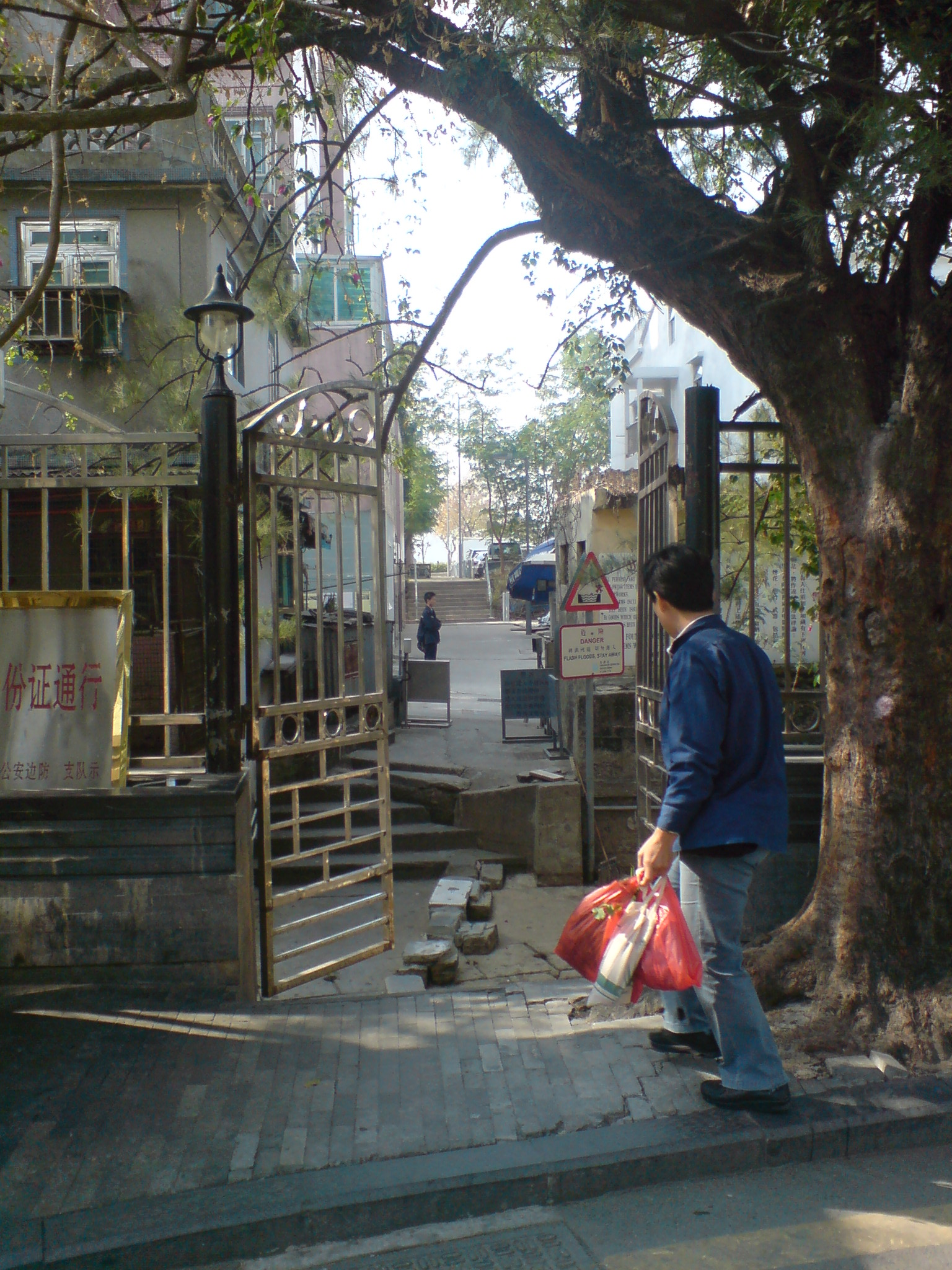
中英街付近の深圳香港間の辺境通道
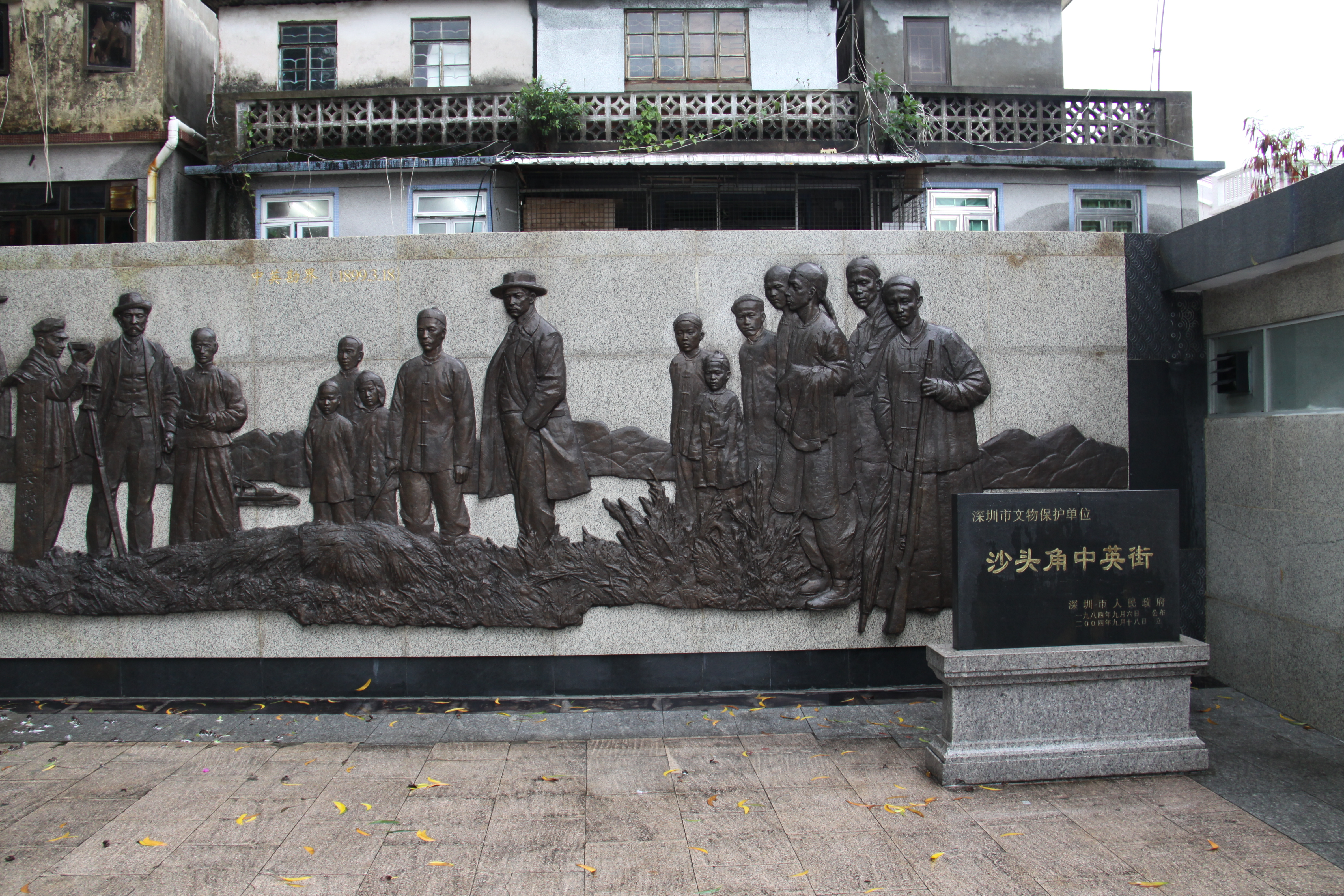
中英街文保碑
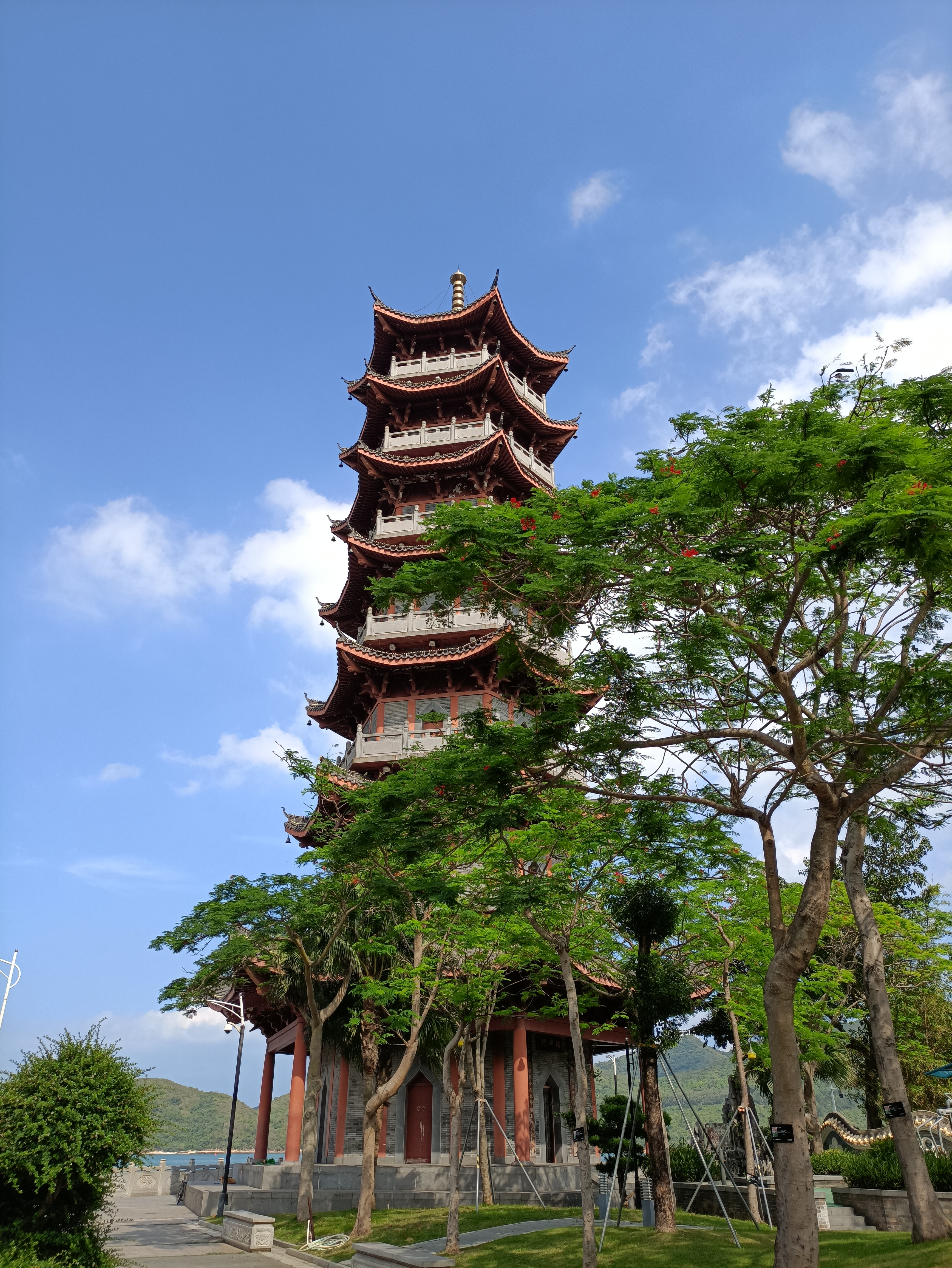
沙頭角古塔
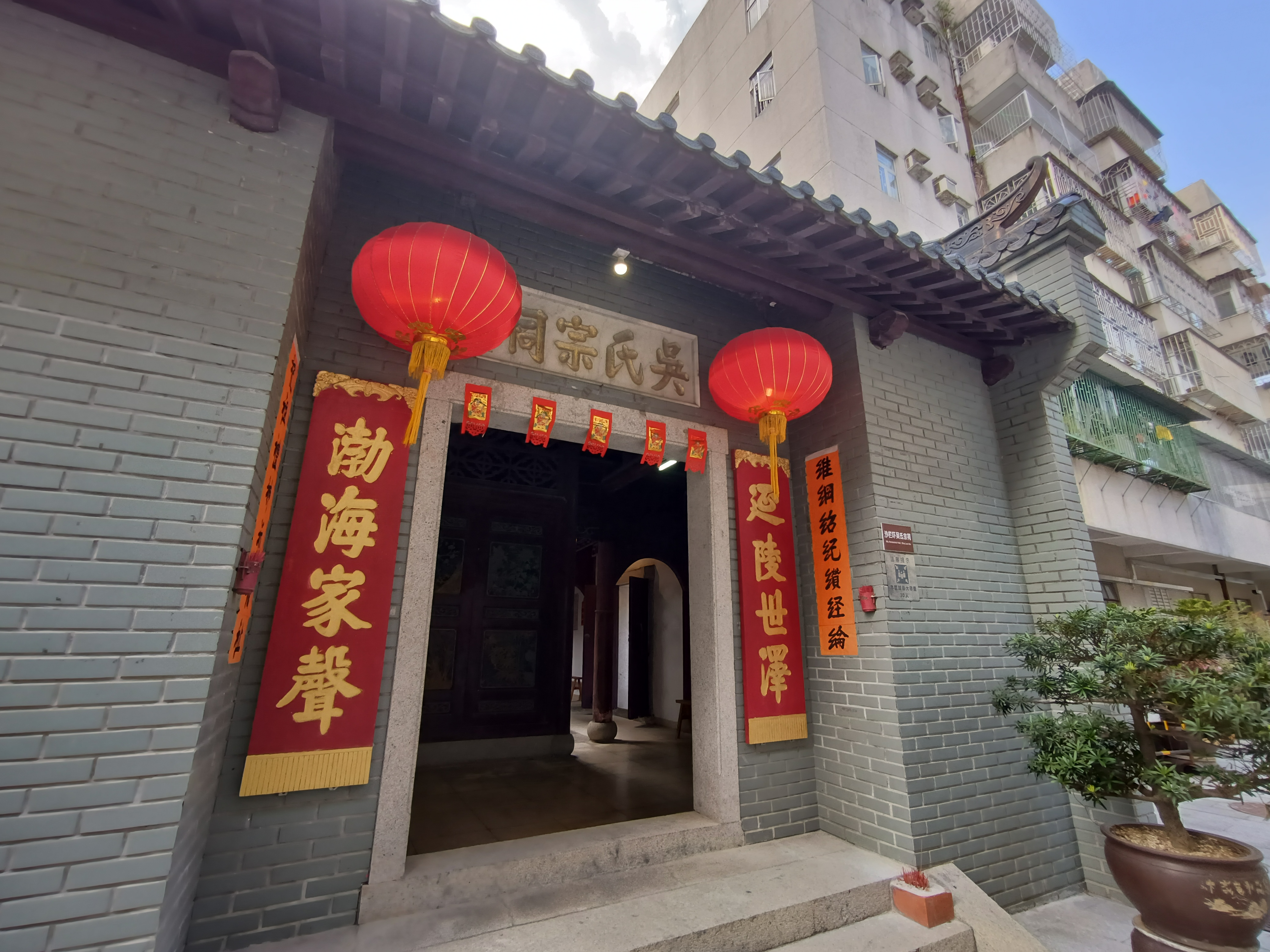
中英街内の呉氏宗祠
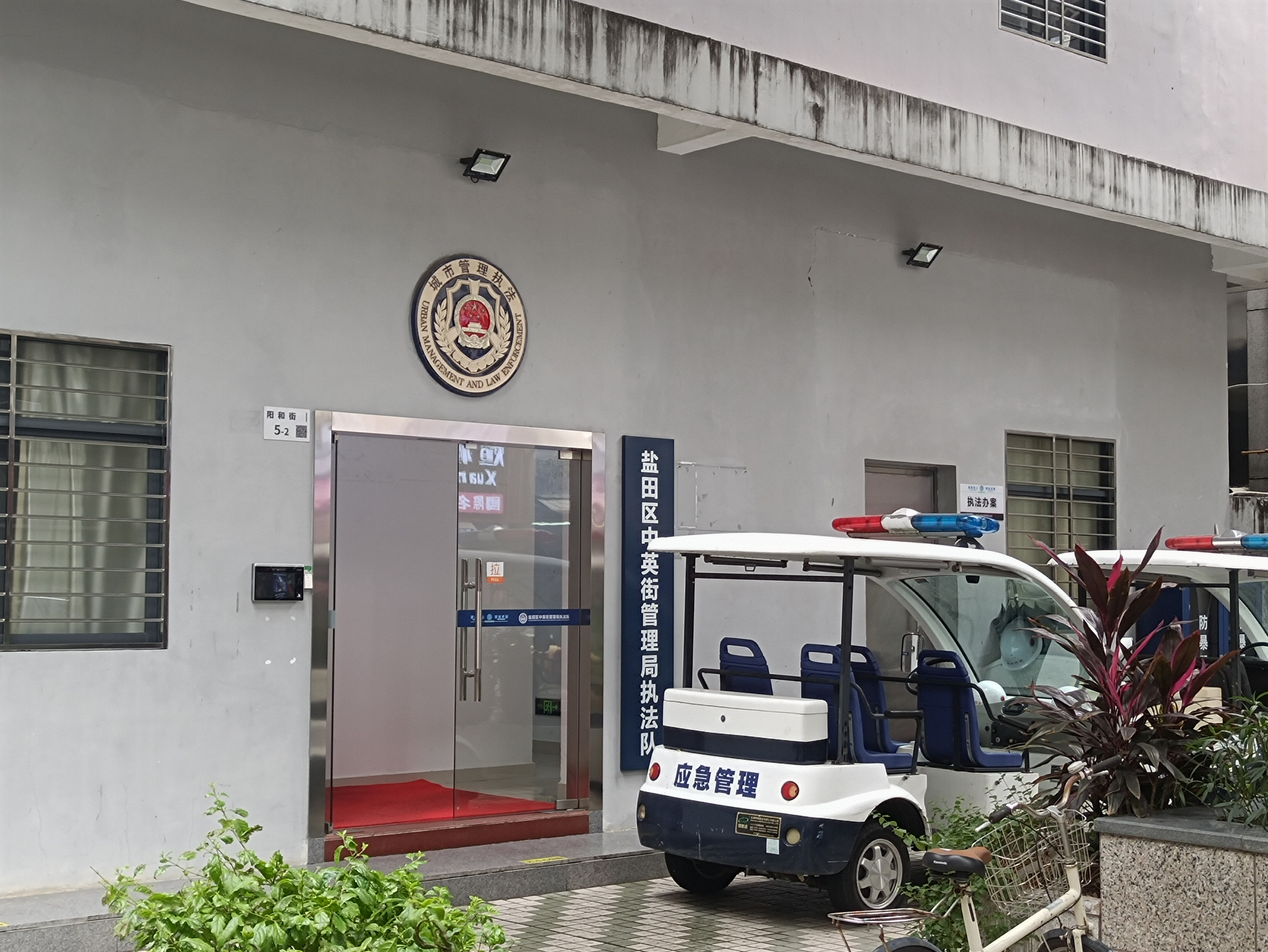
塩田区中英街執法隊

## 教育
香港
- 沙頭角中心小学
- 福德学社小学

深圳
- 塩田区外国語小学東和分校
- 塩田区機関幼児園中英街分園